# Kriegsnagelungen
Als Kriegsnagelungen werden hunderte von Aktionen in Österreich-Ungarn und im Deutschen Kaiserreich bezeichnet, bei denen während des Ersten Weltkriegs gegen eine Spende ein Nagel in ein dafür aufgestelltes hölzernes Objekt eingeschlagen wurde.

## Geschichte
Das ab 1915 massenhaft einsetzende Phänomen ging von der Nagelung der Skulptur eines Wehrmanns in Eisen in Wien aus. Weitere Objekte waren unterschiedlich ausgeprägt und wurden als Nagelfigur, Nagelmann, Nagelbild, Nagelbrett, Nagelkreuz, Nagelsäule, aber auch als Eiserner Michel, Wehrschild oder Kriegswahrzeichen bezeichnet.
An den Nagelungen beteiligten sich im Rahmen öffentlicher Veranstaltungen mit feierlichem Charakter breite Bevölkerungskreise. Parallel dazu erfolgten in Schulen unter Beteiligung von Schülern Schulnagelungen. Die dadurch eingenommenen Gelder dienten der Unterstützung von Kriegsopfern, wie Hinterbliebenen und Verwundeten. Die Einnahmen im geschätzten einstelligen Millionenbereich an Mark waren eher nicht entscheidend für den Erfolg der Nagelungen. Weit bedeutender war ihre propagandistische Wirkung, da sie den Patriotismus und das Gemeinschaftsgefühl der Menschen ansprachen und so zur Stärkung der Heimatfront beitrugen. In einem nach dem Krieg erschienenen Buch beschrieb der italienische Ethnologe Giuseppe Bellucci die Parallelen zwischen den Kriegsnagelungen bei den „zivilisierten“ Nationen Europas mit den Nagelfetischen „primitiver“ Gesellschaften, wie in Afrika.
Ähnliche Nagelungen in kleinerem Umfang gab es weltweit in Staaten und Regionen, in denen deutschstämmige Minderheiten oder deutsche Auswanderer lebten.
In der Gegenwart wird eine vergleichbare Freizeitveranstaltung als Wettnageln bezeichnet.

## Idee und Motivation

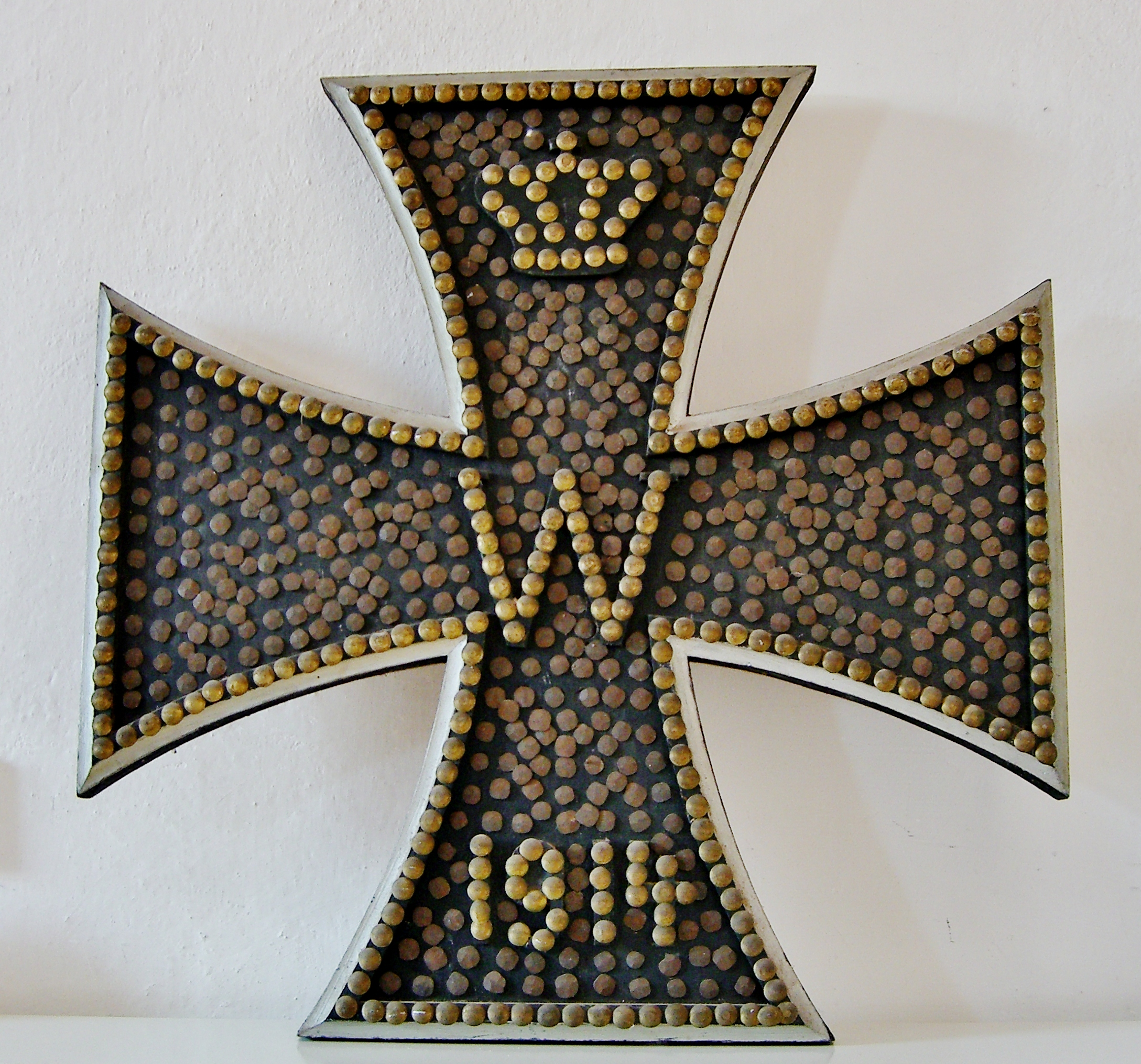
Genageltes Eisernes Kreuz in der Marienkirche Plau am See

Die Idee der Kriegsnagelungen ging in Anlehnung an den Stock im Eisen in Wien aus. Dieser älteste erhaltene Nagelbaum, 1533 urkundlich, geht auf einen seit dem Mittelalter bekannten glückbringenden Brauch in der Donaumonarchie und in Südosteuropa zurück, der anfangs vielleicht gegen Krankheiten als Votivgabe am Dorfrand, ab dem 18. Jahrhundert hauptsächlich unter Reisenden und Fahrenden gepflegt wurde. Ursprünglich wurden wohl lebende Bäume benagelt, und allfällig nach dem Absterben stehengelassen. Nach dem Muster dieses im Bewusstsein der Wiener Bevölkerung sehr präsenten Denkmals wurde der erste Wehrmann im Eisen gestaltet, die Idee dazu stammte von Korvettenkapitän Theodor Graf Hartig. Von dort verbreiteten sich diese Spendenbeschaffungen nicht nur in Österreich-Ungarn, sondern auch rasant im Deutschen Kaiserreich und anderen Ländern.
Durch die geschickte Vermarktung mit den Andenken an diese Spende und dem aus der anfänglichen Kriegseuphorie entstandenen Drang von Menschen, die nicht mit der Waffe an die Front konnten oder durften, etwas zum Sieg beizutragen, wurden zum Teil große Summen zugunsten der Kriegerwitwen und Waisen gesammelt. Im Verlauf des Krieges sollten solche Aktionen den Durchhaltewillen der Bürger stärken. Wer sich an dieser Spendenaktion nicht beteiligte, riskierte, von seinen Mitbürgern als unpatriotisch oder gar Vaterlandsverräter eingestuft zu werden.
Kriegsnagelungen wirkten als:
- gemeinschaftsstiftende Aktion, um Risse im sozialen Gefüge zu verdecken und die Volksgemeinschaft nach außen sichtbar zu machen. Eine ähnliche Funktion hatten auch andere Veranstaltungen, wie in Deutschland Festlichkeiten zum Kaisergeburtstag oder Feiern zum Sedantag.
- patriotischer Akt, bei dem die Teilnehmenden ihre Siegeszuversicht, das Vertrauen in die politische und militärische Führung sowie ihre Opferbereitschaft zeigen konnten. Die Beteiligten zeigten durch den Akt des Nagelns ihre vaterländische Gesinnung.
- Akt der Kraftübertragung in die hölzerne Unterlage durch Hammerschläge. Mit den zum Teil heftig und mit Inbrunst ausgeführten Schlägen konnte sinnbildlich der Eindruck entstehen, dass die Schläge dem Feind galten, um ihn zu zertrümmern. Derartige Aussagen enthalten zu Nagelungen verfasste Gedichte, wie „Damit wir zerschmettern mit wuchtigem Streich. Die Feinde ringsum. Für Kaiser und Reich.“
- Kriegswahrzeichen, aus dem ein Fetisch mit magischer Bedeutung wurde. Den Nagelungsobjekten wurden zum Teil übernatürlichen Eigenschaften zugesprochen, so dass Menschen eine persönliche Beziehung zu den genagelten Objekten entwickelten.
- Akt der Selbstbeschwörung, da das Vaterland den Krieg nicht verlieren könne, wenn so viele Menschen durch das Nageln ihre Opferbereitschaft zeigten, um den Sieg zu erringen.
- Gelübde der Menschen, die nicht an der Front kämpften und sich einsetzen wollten, um den Sieg zu erringen.
- Ehrung der im Krieg Gefallenen in der Vorwegnahme von Kriegerdenkmalen, die beim Aufkommen der Nagelungen 1915 noch nicht aufgestellt waren.

## Praxis
Von Gemeinden und karitativen Organisationen wurden aus Holz, einige deutsche Quellen erwähnen Eichenholz, gefertigte Figuren (Ritter, Soldaten, Generalfeldmarschall von Hindenburg und andere) beziehungsweise regionale und nationale Symbole wie beispielsweise Stadtwappen, Eiserne Kreuze, Säulen aufgestellt. Diese Figuren wurden oft von namhaften Künstlern entworfen und geschaffen. Gegen Entrichtung einer Mindestspende durften die Bürger einen Nagel in dieses Objekt schlagen. Die Nägel wurden in Eisen und Silber, manchmal auch Gold zu unterschiedlichen Preisen angeboten. Die Nägel waren teilweise auch vergoldet oder versilbert, ihr Materialgegenwert war jedoch stets wesentlich geringer als die dafür zu leistende Spende. Zum Beweis für ihre „patriotische Spende“ erhielten die Spender je nach Ort und Höhe der Spende Anstecknadeln, Urkunden oder sonstige Spendenbescheinigungen, die oft mit einer laufenden Nummer versehen waren.
Eine von dem Berliner Bildhauer Gotthold Riegelmann verfasste Broschüre Der Stock im Eisen, Praktische Ratschläge zur Errichtung einfacher Nagelholzmale mit Ideen-Skizzen und Kostenberechnungen (vgl. Literatur) mit zwei Seiten Text und einigen Skizzen enthält Ratschläge:
- zur Auswahl der Holzart – abhängig davon, ob das Nageldenkmal gänzlich oder nur teilweise von Nägeln umschlossen ist
- zur Entscheidung über die Abmessungen – Riegelmann empfiehlt hohe und schlanke Formen und gibt die Anzahl von etwa 30.000 bis 40.000 Nägeln pro Quadratmeter zu bedenken
- zur Auswahl der Motive – Riegelmann hält das Eiserne Kreuz, das deutsche Schwert, die deutsche Eiche oder auch das 42 Zentimeter-Geschoss neben heraldischen Formen und Wappentieren für besonders geeignet. Da es Spendern widerstreben könnte, einen Nagel in die Figur eines noch lebenden Menschen zu treiben, rät er von solchen ab.

Mit Kriegsende wurden die Statuen von ihren meist prominenten Standorten entfernt. Manche von ihnen wurden später wieder der Öffentlichkeit zugänglich gemacht.

## Liste von Kriegsnagelungen

### Österreich

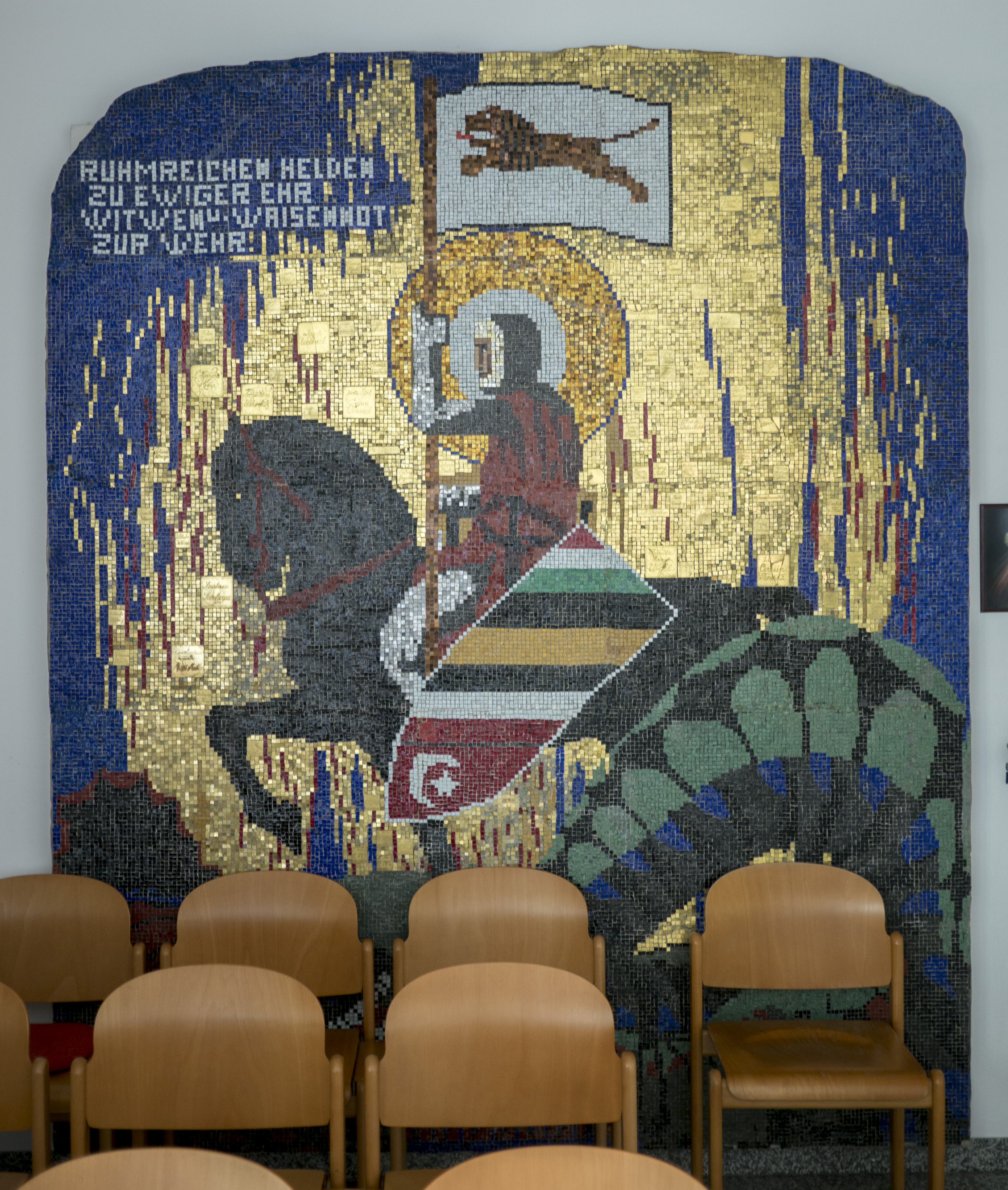
In Stockerau wurde die Sammlung in Form eines Mosaiks durchgeführt

Orte, die seit dem Vertrag von Saint-Germain nicht mehr in Österreich liegen, siehe Abschnitte weiter unten.
Wien:
- Innere Stadt:
  - Der Wehrmann in Eisen, Holzfigur von 1914, war 8. März 1915 bis September 1916 als erste Kriegsnagelung am Schwarzenbergplatz in Verwendung. Er wurde 1934 am Amtshaus Felderstraße wieder aufgestellt.
  - Auf Drängen eines Schülers wurde in der väterlichen Möbeltischlerei eine verkleinerte Version des Wehrmanns in Eisen hergestellt und im Akademischen Gymnasium benagelt.
  - Im Handelsministerium wurde am 20. Mai 1917 das Posthorn in Eisen zur Benagelung aufgestellt.
- Alsergrund: Im Jägerheim, dem Gasthaus von Matthias Hafenrichter in der Sechsschimmelgasse 24, wurde der Waidmann in Eisen zur Benagelung aufgestellt. Die Figur zeigte einen Jäger mit Flinte und Rucksack auf der Pirsch. Die Spenden kamen gefallenen Berufsjägern zugute.
- Favoriten: Die Favoritener Sektion des Österreichischen Flottenvereins stellte im Gasthaus von Hippolyt Mannas ein Hölzernes U-Boot zum Benageln auf. Der Ertrag sollte der Anschaffung eines weiteren Unterseeboots durch die Kriegsmarine zugutekommen.
- Floridsdorf:
  - Auf einem Perron des Nordbahnhofs von Floridsdorf wurde ein Wehrschild zum Benageln aufgestellt.
  - Der Gartenfreundeverein Neu-Brasilien veranstaltete in einem Gasthaus am 14. November 1915 die Benagelung der Hötzendorf-Eiche.
- Grinzing: Im Weinbauort in Wien wurde ein vom Professor an der Wiener Kunstgewerbeschule F. Barwig und seinen Schülern geschaffener Eiserner Weinstock ab dem 22. Juli 1915 benagelt.
- Hetzendorf: Bei der Rosenkranzkirche von Hetzendorf wurde ein Kreuz in Eisen zum Benageln aufgestellt.
- Hietzing: Im Restaurant Zum weißen Engel von Ferdinand Miloch am Hauptplatz von Hietzing wurde am 12. August 1915 ein Wehrmann enthüllt.
- Kaiserebersdorf: Im Barackenlager der Ersatzbatterie der 46. Landwehr-Feldhaubitz- und Kanonendivision wurde am 10. August 1915 der Doppeladler in Eisen in Anwesenheit von Erzherzog Leopold Salvator und dem Minister für Landesverteidigung Freiherr von Georgi erstmals benagelt. Die Anregung dazu kam vom Kommandanten Hauptmann Viktor Bauer von Schildhaue.
- Landstraße:
  - Am 15. August 1915 wurde im Festsaal des Magistratischen Bezirksamts für den 3. Wiener Gemeindebezirk der Deutschmeister in Eisen benagelt.
  - Am 3. Oktober 1915 wurde in der gedeckten Reitschule der Rennweger Kaserne eine von Angehörigen der k.k. Landwehr-Feldhaubitzendivision Nummer 13 gefertigte Feldhaubitze in Eisen enthüllt. Entworfen wurde sie vom kriegsfreiwilligen Bildhauer Alfred Hofmann. Der Ertrag ging an den Witwen- und Waisenhilfsfonds der Division.
- Leopoldstadt:
  - Der von Korporal Moritz Schindler gefertigte Wehrschild des Artilleristenbunds und mit den Emblemen der Artilleriewaffe versehen, wurde nächst der Rotunde aufgestellt. Der Ertrag wurde zwischen dem Roten Kreuz, dem Kriegsfürsorgeamt und dem Kriegshilfsbureaus zu gleichen Teilen geteilt.
  - Vom Kommando des in der Erzherzog-Albrecht-Kaserne in Wien-Leopoldstadt stationierten Reservespitals Nummer 2 wurde der Sanitätsmann in Eisen in der Kaserne aufgestellt. Die Enthüllung nahm Admiral Erzherzog Karl Stephan vor.
- Meidling: Im Karl Ludwig-Gymnasium in der Rosasgasse wurde am 20. November 1915 ein von Schülern entworfener und angefertigter Wehrschild benagelt.
- Penzing: Im Casino Baumgarten wurde anlässlich eines Wohltätigkeits-Gartenfests des humanitären Vereins Kolschitzky ein eiserner Wehrmann zum ersten Mal benagelt. Spätere Nagelungen waren im Vereinslokal in der Schrankgasse 9 in Wien-Neubau während der Kanzleistunden möglich.
- Rodaun: Im April 1916 wurde auf dem Kirchenplatz von Rodaun ein Wehrschild zur Benagelung aufgestellt.
- Roßau: In einem Restaurant in der Grünentorgasse 18 bestand ab 12. Oktober 1915 die Möglichkeit zur Nagelung einer Tischplatte.
- Stammersdorf: Hier wurde der Wehrschild vom Männergesangsverein betreut.
- Wieden:
  - Im Dezember 1915 wurde in der Gemeinde-Bezirkskanzlei des 4. Bezirks, Schäffergasse 3, ein von der Bezirksvertretung Wieden gestifteter Wehrschild zur Benagelung aufgestellt, auf dem das Wappen der ehemaligen Gemeinde Wieden – und zwar eine Weide vor landschaftlichem Hintergrund – abgebildet war. Der Ertrag floss zur Hälfte dem Witwen- und Waisenhilfsfonds der gesamten bewaffneten Macht zu, zur anderen Hälfte kam er den Kriegswaisen, deren Väter ehemals im 4. Bezirk sesshaft waren, zugute. Entsprechende Unterlagen und Abbildungen befinden sich heute in der Dauerausstellung des Bezirksmuseums Wieden.
  - Der Salzburger Volks- und Gebirgstrachten-Erhaltungs und Schuhplattlerverein D’Griabinga in Wien stellte in seinem Vereinslokal im Hotel Jägerhorn in der Wiedner Hauptstraße 108 einen Wehrschild zur Benagelung auf.
  - Im Gastgarten des Gasthauses Zum goldenen Hechten in der Waaggasse wurde Ende August 1915 ein Wehrschild mit dem Wappen der Stadt Wien benagelt. Ob hier genannte Wehrschild-Standorte identisch sind, ist unklar.
- genauer Ort unbekannt: Aus Anlass einer Kriegsausstellung wurde ein von Gustav Krupp von Bohlen und Halbach, dem Besitzer der Krupp-Werke in Essen gespendetes U-Boot benagelt. Den ersten Nagel schlug Erzherzog Franz Salvator im Auftrag von Kaiser Franz Joseph I. ein.

Weitere Orte:
- Alberndorf in der Riedmark: Wehrschild 1915, an der Südseite der Pfarrkirche;
- Amstetten: Der Eiserne Wehrmann wurde am 20. Juni 1915 enthüllt.
- Baden (Niederösterreich): Im Badener Kurpark wurde 1917 für eine Spendenaktion ein Eiserner Wehrmann aufgestellt. Die gegenständliche Holzfigur war von einem russischen Kriegsgefangenen geschnitzt worden. Befindet sich heute im Badener Rollettmuseum.
- Bad Ischl: Auf dem Gelände des Adria-Kriegshospizes wurde ein Wehrschild mit dem Wappen des Adria-Kriegshospizes zu Gunsten kriegskranker Ischler benagelt.

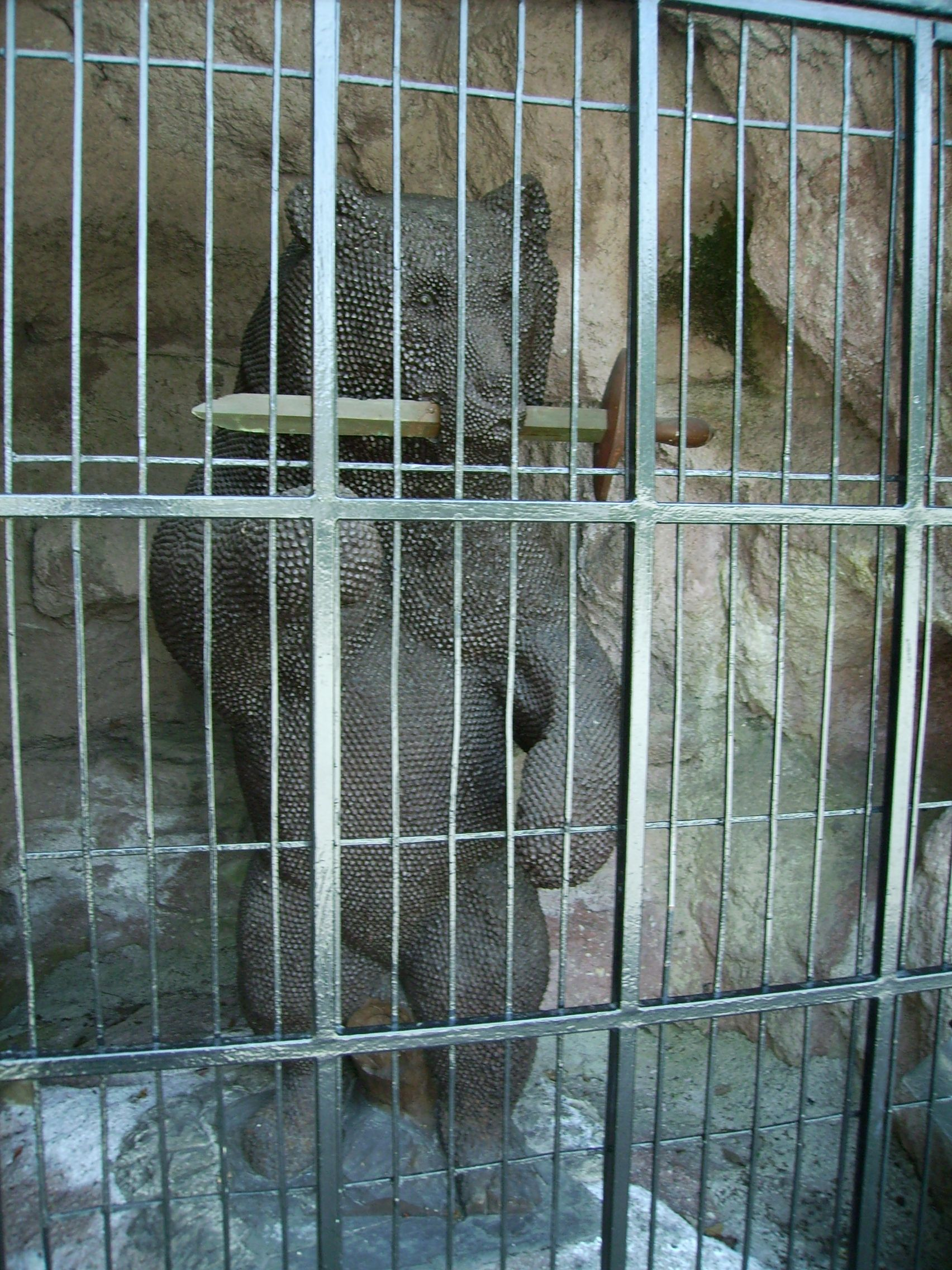
Bär von Berndorf in seiner Höhle

- Berndorf: Der von Arthur Krupp aufgestellte Wappenbär war innerhalb von drei Wochen voll benagelt.
- Dorfgastein: Hier diente ein Wehrschild der Spendensammlung.

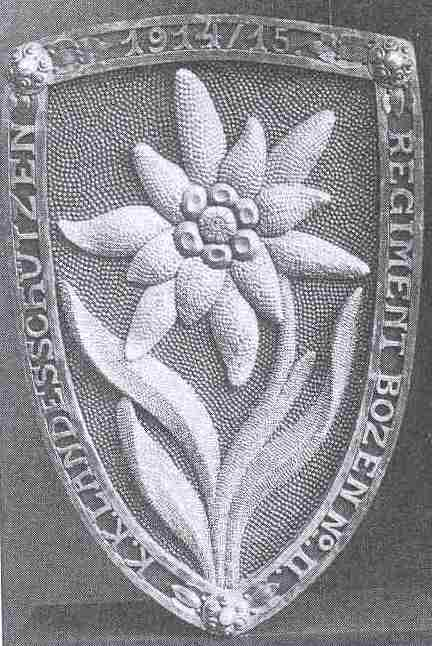
Im Auftrag der Stadt Enns geschaffener Wehrschild Eisernes Edelweiß von 1915.

- Enns: Am 21. November 1915 fand die Erstbenagelung eines Eisernen Edelweiß durch das 2. Landesschützen-Regiment statt. Geschaffen wurde der Wehrschild von Adolph Johannes Fischer.[2] Heute im Tiroler Kaiserschützenmuseum
- Ernstbrunn: Ein Wehrschild mit dem Gemeindewappen wurde im Dezember 1915 im Gemeindesitzungssaal aufgestellt und benagelt.
- Feldbach: im Tabormuseum der Landsturmmann
- Feldkirch: Am 22. Oktober 1916 schlug Erzherzog Leopold Salvator den ersten Nagel in den in der Marktgasse aufgestellten Wehrschild. Der Entwurf stammt von Florus Scheel und wurde vom Tischlermeister Schobel angefertigt. Heute befindet er sich im Ratssaal der Stadt.
- Gmunden: Der Künstler Anton Gerhart schuf den Eisernen Wehrmann von Gmunden in Oberösterreich im Jahr 1915.
- Graz: In Graz gab es zwei Wehrmänner in Eisen:
  - Der steirische Landsturmmann in Eisen 1915 wurde von Professor Klemens Flömmel entworfen, vom Bildhauer Oskar Stollberg modelliert und von Hans und Peter Neuböck geschnitzt. Der vom Verein Grazer Herbstmesse gestiftete Wehrmann ist seit dem Ende des Ersten Weltkriegs verschollen.[3]
  - Auf Initiative von Offizieren des Infanterieregiments Nr. 27 „Leopold II., König der Belgier“ wurde ein vom Bildhauer Wilhelm Gösser geschaffener Wehrmann am 15. August 1916 in der Dominikanerkaserne in Graz enthüllt. Diese Figur ist heute im Grazer Garnisonsmuseum am Grazer Schloßberg zu besichtigen.
- Hall in Tirol: Ein Eiserner Wehrschild zu Gunsten der Unterstützung von Witwen und Waisen gefallener Mannschaftspersonen des 14. Landwehrregiments.
- Innsbruck: Der Eiserne Wehrmann hatte hier den Namen Eiserner Blumenteufel. Die Soldatenfigur wurde vom Bildhauer Giuani Enrich, auch Johann Heinrich genannt, nach einem Entwurf von Albin Egger-Lienz aus Zirbenholz geschnitzt und in der Maria-Theresienstraße aufgestellt. Heute befindet er sich auf dem Bergisel im Tiroler Kaiserjägermuseum.
- Kaumberg: Ein vom Stationsvorsteher Franz Winter aus Lindenholz geschnitzter Wehrschild wurde benagelt.
- Klosterneuburg: Aus Anlass der Enthüllung des dortigen Wehrschilds in Gegenwart von Erzherzog Leopold Salvator wurden die österreichische, deutsche und türkische Hymne gespielt.
- Königstetten: Zur Vorfeier des Geburtstages von Kaiser Franz Joseph I. wurde im August 1915 ein Wehrschild enthüllt und benagelt.
- Korneuburg: Am 15. August 1915 wurde von Erzherzog Leopold Salvator der eiserne Wehrmann (in Rüstung) eingeweiht. Er steht heute im Stadtmuseum.[4]
- Krems an der Donau: Unter dem Protektorat des Kommandanten des Brückenkopfs Feldmarschall Franz Hauninger wurden der Wehrschild mit dem Stadtwappen (Entwurf: Architekt und Akademischer Maler Gustav Bamberger) sowie der Wehrarm Ende Juni 1915 erstmals benagelt.
- Kritzendorf: In Kritzendorf an der Donau wurde als Schmuck für den Kirchturm ein Mosaik aus über 30.000 Steinchen angefertigt. Dieses zeigte die österreichische Kaiserkrone, den Doppeladler mit gekreuzten Schwertern, den deutschen Reichsadler, ein kirchliches Kreuz sowie den Spruch: „Gott zur Ehr – dem Vaterland zur Wehr – für unser Heer“ und „1914–1916“. Der Preis für die Steinchen lag zwischen zwei Kronen und zwanzig Heller.
- Leoben: Ein Wehrschild in Eisen wurde im November 1915 vom Ersatzbataillon des Landwehrinfanterieregiments Nummer 4 zur Benagelung aufgestellt.
- Linz: Der akademische Bildhauer Adolph Wagner schuf gegen Ersatz der Materialkosten den Eisernen Wehrmann. Professor Moritz Balzarek errichtete den Pavillon, der den am 26. Mai 1915 enthüllten Wehrmann überdachte. Die Spendenaktion brachte 46.550 Kronen ein. Heute ist der Eiserne Wehrmann in Schloss Ebelsberg zu sehen
- Marchtrenk: Ein von einem russischen Kriegsgefangenen gefertigter und von einem Korporal aus Triest mit Schnitzereien verzierter Tisch regte hier die Spendenfreudigkeit an. Ausgestellt ist der Eiserne Tisch im Wasserturm des ehemaligen Kriegsgefangenenlagers.
- Mödling: Der Eiserne Mörser, die von Erzherzog Leopold Salvator und seiner Gemahlin Erzherzogin Blanka am 22. August 1915 enthüllte hölzerne Nachbildung eines 30,5 Zentimeter-Skoda-Mörsers bereiste den Bezirk Mödling, um in den größeren Orten der Bevölkerung Gelegenheit zum Spenden zu geben.
- Mürzzuschlag: Auf dem Bahnhof von Mürzzuschlag wurde am 6. August 1915 das Flugrad-Wehrschild zu Gunsten des k.k. österreichischer Militär-Witwen- und -Waisenfonds und jener Eisenbahner Mürzzuschlags, welche durch den Krieg in arge Not geraten waren, enthüllt.
- Poysdorf: Der Bildhauer Franz Zelezny wurde beauftragt, einen Wehrschild mit dem Marktwappen anzufertigen, heute im Stadtmuseum zu sehen.
- Reutte: Eine Kriegswohltätigkeits-Karte mit der Aufschrift Wehrmann Wappensäule Reutte deutet auch hier auf Spendensammlungen im Sinne des Eisernen Wehrmanns hin.
- Ried im Innkreis: In der Altkatholischen Kirche von Ried findet sich am Chor ein Wehrschild in Form eines Eisernen Kreuzes mit schwarzen, weißen und gelben Nägeln.
- Salzburg: Kaiser Karl der Große wurde hier auf dem Alten Markt in den Dienst der Sache gestellt. Heute steht die von Professor Anton Aichler aus Zirbelholz geschaffene, rund zweieinhalb Meter hohe Figur, deren Benagelung mit Bronzenägeln am 28. April 1915 begann,[5] in der Festung Hohensalzburg beim Eingang zum Rainermuseum.
- St. Georgen im Attergau: In der Attergaustraße steht noch heute laut der Liste der denkmalgeschützten Objekte in St. Georgen im Attergau ein Wehrschild (St. Georgen im Attergau).
- St. Johann in Tirol: Der Wehrmann in Eisen war in Form eines Ritters mit Helm, Schild und Schwert gestaltet und stand in einem Wachhaus. Die Figur ist heute nicht mehr erhalten.
- St. Pölten: In Anwesenheit von Erzherzog Leopold Salvator von Österreich-Toskana, Fürstin Auerperg-Bräuner und Prinzessin Lobkowitz-Palffy wurde der Wehrmann erstmals benagelt. Zum Abschluss der Veranstaltung nahm der Erzherzog die Defilierung der aus diesem Anlass ausgerückten Truppen der k.u.k. Armee und Zöglingen der Unterrealschule ab.
- Stockerau: Die Eiserne Reitereiche wurde am 8. September 1916 enthüllt. Ein knorriger Eichenstamm trug am Fußende kriegerische Embleme und wurde von einem Reiterhelm gekrönt. Aufgestellt wurde diese Reitereiche von der Reserveoffiziersschule. Es wurde zudem ein Mosaik nach dem Entwurf von Leopold Forstner angefertigt, das die Aufschrift Ruhmreichen Helden zur ewigen Ehr. Witwen und Waisennot zur Wehr. Diese befindet sich derzeit (2016) in der Krankenhauskapelle.

- Ternitz: Am 20. August 1916 wurde eine Wehrgranate in Eisen vom Männergesangsverein Ternitz zur Benagelung aufgestellt.
- Vöcklabruck: Der Wehrmann wurde von Hans Wildenberger, Holzfachschule Hallstatt, geschnitzt, und war in einem Pavillon beim Stadtbrunnen aufgestellt. Er befindet sich heute im Heimathaus Vöcklabruck.
- Wels: Das Standbild Kaiser Maximilians I. mit Schwert und Reichsapfel wurde am 15. August 1915 am Kaiser-Josef-Platz in Wels enthüllt. Es stammt von dem Bildhauer Anton Gerhart.
- Wiener Neustadt: Auf dem Hauptplatz bei der Mariensäule Wiener Neustadt wurde in Anwesenheit von Akademikern der Theresianischen Militärakademie und Zöglingen der Militär-Oberrealschule Mährisch Weisskirchen ein Wehrschild in Eisen mit Nägeln beschlagen.
- Wieselburg: Der örtliche Wehrmann in Eisen aus dem Jahr 1916 hat heute seinen Standort beim Eingang zum Schloss Wieselburg. Hier handelt es sich um keine Ritterfigur, sondern um einen Soldaten.
- Der Österreichische Militär-Witwen- und Waisenfonds lässt 1916 zugunsten der Hinterbliebenen des am 8. August 1915 unter dem Kommando von Linienschiffsleutnant Egon Lerch vor Venedig auf eine Mine aufgelaufenen U-Boots U-12 ein hölzernes U-Boot-Modell benageln.
- Wörgl: 1917 wurde am Haupteingang der Stadtpfarrkirche eine aus Holz geschnitzte, lebensgroße Ritterfigur in einem Wachhaus aufgestellt und von der Bevölkerung mit Schuhnägeln behauen. Für jeden Nagel musste eine Krone bezahlt werden. Heute befindet sich der Wehrburger (nach einer Burgruine in Wörgl-Boden benannt) im Wörgler Heimatmuseum.[6]

### Deutschland

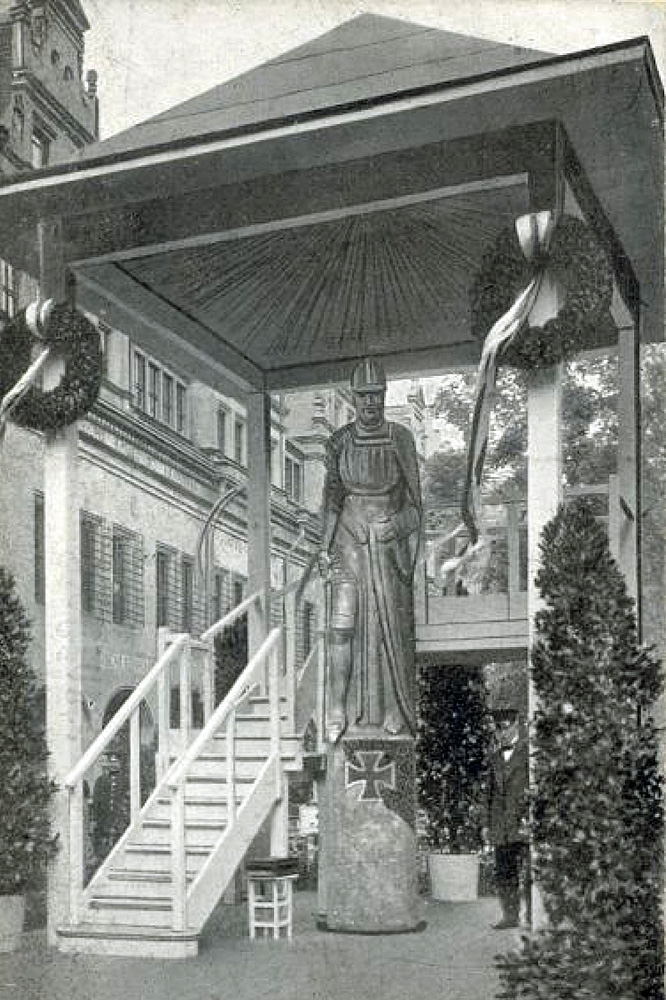
Mann in Eisen in Leipzig

Orte, die nicht mehr in Deutschland liegen, siehe Abschnitte weiter unten.
- Aachen: Eine von Carl Burger entworfene Rolands-Figur in der Rotunde des Elisenbrunnens, erste Nagelung am 26. September 1915
- Abensberg: Eisernes Kreuz
- Achim: Ein Eisernes Kreuz, das am 10. Oktober 1915 erstmals benagelt wurde.
- Aerzen: Eisernes Kreuz, das am 27. Jänner 1918 erstmals benagelt wurde
- Altena: De eyserne Töeger wurde von Arnold Künne und den Gebrüdern Hechtenberg gestiftet und von Fritz Künne geschaffen.[7]
- Alt Jabel: Eisernes Kreuz

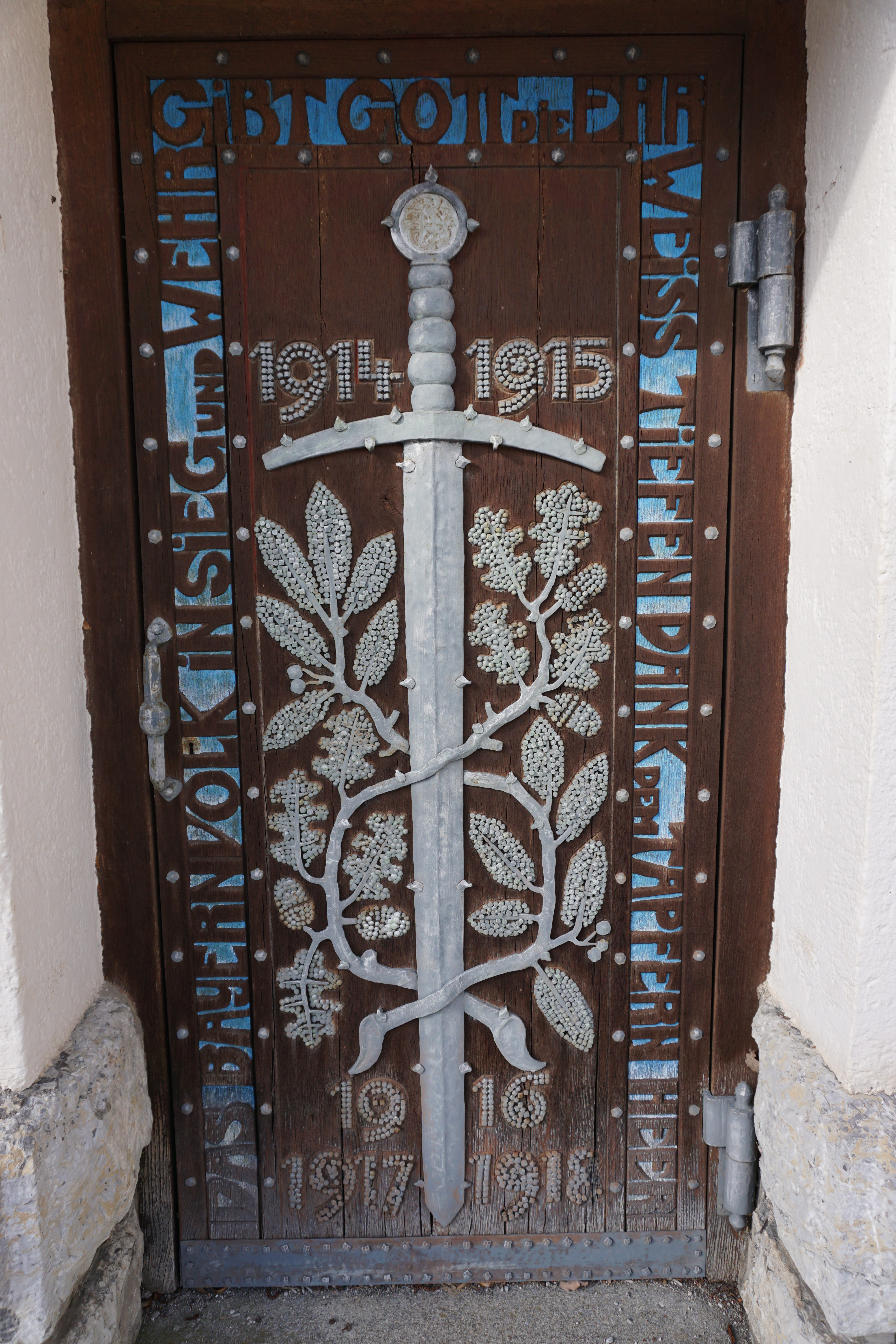
Kirchentür Mariä Himmelfahrt (Bad Wiessee)

- Kirchentür Mariä Himmelfahrt (Bad Wiessee)Alzey: Am 18. November 1916 wurde ein Schild mit silbernem Helm, goldenen Eichenblättern und der schwarzen Umschrift Noch nie wurde Deutschland überwunden, wenn es einig war, 1914/16 zum Benageln im Erdgeschoss der neuen Realschule aufgehängt.[8] Am 26. Januar 1917 wurde auch in der Höheren Mädchenschule Alzeys ein Schild genagelt, wobei die Lehrer die Nagelung mit einem Spruch begleiteten.[9]
- Alveslohe: Ein Eisernes Kreuz wurde am 17. Oktober 1915 erstmals benagelt
- Amberg: Hier wurde ein Bulgarisches Rotes Kreuz benagelt.
- Arnsberg: Aar von Eisen.
- Aschaffenburg: Ein Wehrmann in Eisen wurde am 12. September 1915 erstmals benagelt.
- Aschendorf: Hier fertigten Schüler der örtlichen Rektoratschule eine große Kriegskarte zur Benagelung an. Die Ems-Zeitung berichtete darüber am 7. September 1915: „Damit die Gebefreudigkeit bei den erhöhten Ausgaben zur Linderung der Kriegsnot infolge Unterstützung bedürftiger Kriegerfamilien und besonders der Hinterbliebenen gefallener Krieger nicht erlahmt, finden überall ‚Nagelungen‘ von Standbildern statt. Um der vielfachen Not, die nicht zuletzt in Aschendorf sich zeigt, steuern zu helfen, beschlossen die Rektoratschüler die ‚Nagelung einer größeren Kriegskarte‘ auf dem Schulflur vorzunehmen. Die Karte ist auf Karton und Holzplatte angebracht. Nach der Bedeutung der Orte wird die Nagelung ‚bewertet‘, welch’ letztere durch Nägel verschiedenen Metalls und verschiedener Größe hervortritt. Der Preis der Nägel bewegt sich zwischen 50 d und 3 M, doch darf die Grenze nach oben überschritten werden. Die Schüler sind nun mit Freuden bereit, aus ihren Ersparnissen zu ‚nageln‘, oder was wohl wirksamer ist, bei ihren Verwandten und guten Bekannten sich ‚Nägel‘ schenken zu lassen. Alle Freunde und Gönner der Schüler mögen sich dann diesen Jugendeifer ‚ansehen‘ und nach Herzenslust unterstützen. Die Namen der Geber werden mit der fortlaufenden Nummer der Nägel der Schulgeschichte beigefügt und der Erlös wird der kirchlichen Orts-Armenpflege übergeben.“
- Augsburg: Die Wehrsäule wurde am 2. Juli 1916 erstmals benagelt. Gestaltet wurde die von 1916 bis 1945 auf dem Fischmarkt stehende Säule von Stadtbaurat Otto Holzer. Anlässlich der Enthüllung wurde von Hans Nagel der Prolog zur Enthüllung der Wehrsäule gedichtet und Wiltrud Herzogin von Urach spendete einen Nagel.
- Aukrug: Am 22. November 1915 wurde auf einem „vaterländischen Abend“ des Frauenvereins Innien und Umgebung ein Eisernes Kreuz zur Benagelung geboten. Schon am ersten Abend wurden fast 1500 Mark eingenommen[10].
- Babenhausen: Löwe mit Wappenschild.[11]
- Bad Bramstedt: Die notwendigen Beschlüsse zur Aufstellung einer Nagelfigur wurden zwischen September 1915 und Juli 1916 gefasst und auch Geld für die Auslagen bereitgestellt. Ob es zur Ausführung des Vorhabens kam, ist nicht gewiss.
- Bad Doberan: Eisernes Kreuz
- Bad Harzburg: Ein Eisernes Kreuz, das entweder am 11. oder 17. August 1915 erstmals benagelt wurde.
- Bad Homburg vor der Höhe: Heiliger Michael: „Der heilige Michael in Eisen nach einer Skizze Seiner Majestät des Kaisers und Königs entworfen und ausgeführt von Bildhauer Waldemar Fenn in Frankfurt am Main“
- Bad Königshofen im Grabfeld: Ein Wappenschild wurde 1916 benagelt.
- Bad Kreuznach: Eine für die Nagelung errichtete Figur des legendenhaften Michel Mort (angeblich † 1279) wurde am 15. August 1915 im Kurpark der Stadt von Pfarrer Menzel eingeweiht. Eine „reiche Anzahl“ goldener und silberner Nägel (à 50 bzw. 5 Mark) waren bereits gestiftet worden, eiserne zu einer Mark seien nach der Weihe „sofort in Menge“ eingeschlagen worden.[12]
- Bad Nenndorf: Ein Wegweiser in Form eines efeuumrankten Baumstammes wurde im August 1916 erstmals benagelt.
- Bad Pyrmont: Der Erzengel Michael wurde am 21. Mai 1915 erstmals benagelt.
- Bad Reichenhall: Ein Eisernes Kreuz oder ein christliches Kreuz wurde im Dezember 1915 erstmals benagelt.
- Bad Tölz: Ein Erzengel Michael mit Waage und Flammenschwert wurde am 2. Juli 1916 erstmals benagelt.
- Bad Wiessee: Kirchentür Pfarrkirche Mariä Himmelfahrt
- Badbergen: Ein Eiserner Adler wurde am 2. September 1915 erstmals benagelt.
- Bardowiek: Ein Eisernes Kreuz wurde am 5. Dezember 1915 erstmals benagelt.
- Barsinghausen: Das Stadtwappen wurde am 2. Juli 1916 erstmals benagelt.
- Bassum: Ein Eisernes Kreuz wurde am 12. Dezember 1915 erstmals benagelt.
- Bayreuth: Ein Eisernes Schwert (Nothung) wurde von Hans Schmitz gestaltet und am 28. Mai 1916 erstmals benagelt.
- Behrendorf: Hier fand eine Benagelung in einer Mädchenschule statt.
- Berchtesgaden: ein Eisernes Kreuz

- Berlin

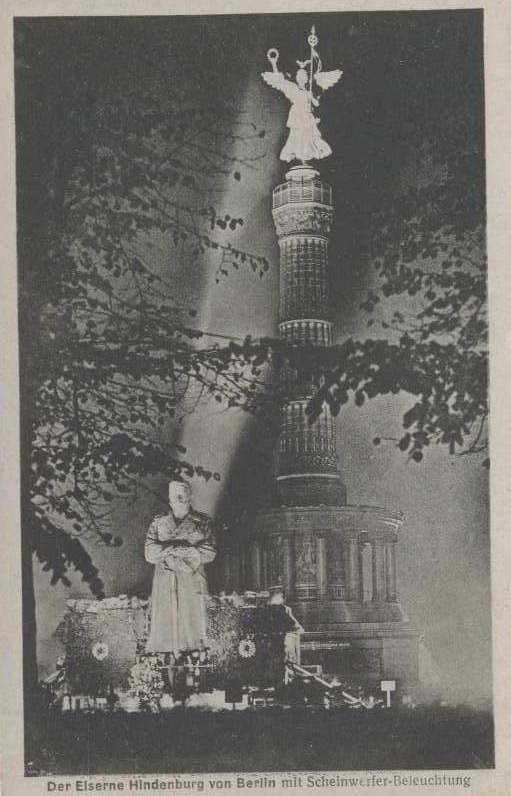
Der eiserne Hindenburg in Tiergarten

  - Charlottenburg: Ein runder Wehrschild mit einem Löwenmotiv mit 71 Zentimetern Durchmesser und ca. 6000 Nägeln trägt auf der Rückseite die Aufschrift: „Jugenddank für Kriegsgeschädigte, E.V., Charlottenburg“
  - Halensee: Aufstellung eines Hindenburg-Schildes auf den Terrassen am Halensee. Nagelung täglich.
  - Lichtenberg: Aufstellung des Deutschen Schwertes an der Möllendorffstraße/Ecke Parkaue.
  - Groß-Lichterfelde: Gedenkschild für den gefallenen Lehrer Fritz Meyer.
  - Neukölln: Enthüllung des Eisernen Mannes, einer Ritterfigur, auf dem Herzbergplatz am Tage der Einweihung des Eisernen Hindenburg.
  - Schöneberg: Auf dem Bayerischen Platz von Schöneberg wurde im September 1915 eine Eiserne Tür zum Benageln aufgestellt.
  - Tiergarten: Aufstellung des Eisernen Hindenburgs auf dem Königsplatz an der Südseite der Siegessäule.
- Bielefeld: Bielefelder Feldgraue
- Bleckede: Ein Eisernes Kreuz wurde am 24. Oktober 1915 erstmals benagelt.
- Blexen: Laut einer Notiz der Nachrichten für Stadt und Land vom 1. Oktober 1915 wurde ein Eiserner Hindenburg „erfreulich stark benagelt“.
- Bochum: Der Bochumer Schmied, geschaffen von Bildhauer Franz Bürgerling aus München, wurde am 17. Oktober 1915 enthüllt. Die Aufstellung erfolgte in einer dreiseitig geöffneten Halle auf dem Wilhelmsplatz (heute Husemannplatz). Diese Anlage wurde 1919 abgebrochen, die aus Lindenholz gefertigte, ca. 2,50 m hohe Figur kam ins Heimatmuseum im Haus Rechen, bei dessen Zerstörung durch Bombenangriff sie 1944 vernichtet wurde.[13]
- Boffzen: Wehrschild
- Boitzenburg: Eisernes Kreuz an der Kirchentür
- Bonn:
  - Die Arndt-Eiche wurde vom Bildhauer Karl Menser entworfen und stand auf dem Münsterplatz.[14]
  - In der städtischen Fortbildungsschule wurde ein Hindenburg-Schwert zur Nagelung aufgestellt. Es sollte zur bleibenden Erinnerung im Festsaal der Schule aufbewahrt werden.
- Bramsche: eine Rose

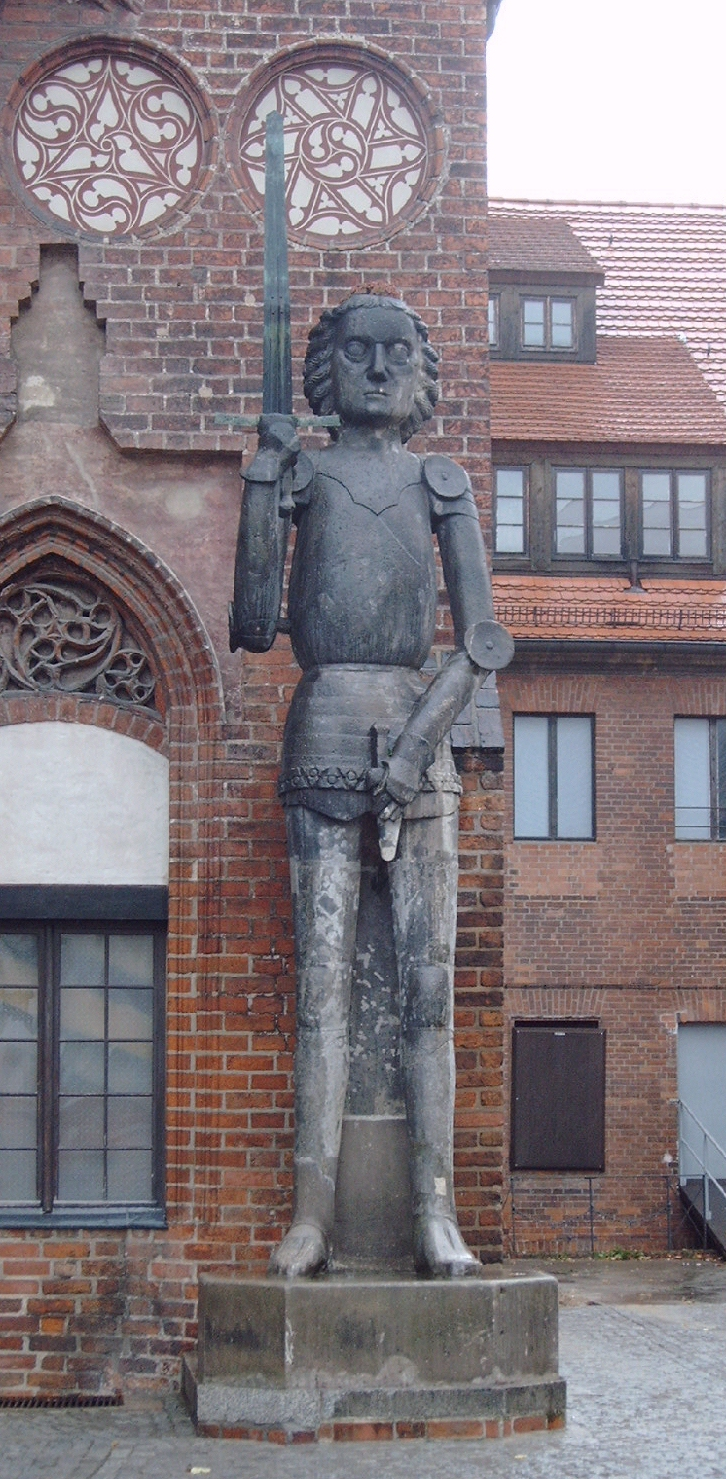
Roland in Brandenburg an der Havel

- Brandenburg an der Havel: Der Nagel-Roland befand sich vor dem Altstädtischen Rathaus und wurde am 17. Oktober 1915 erstmals benagelt.

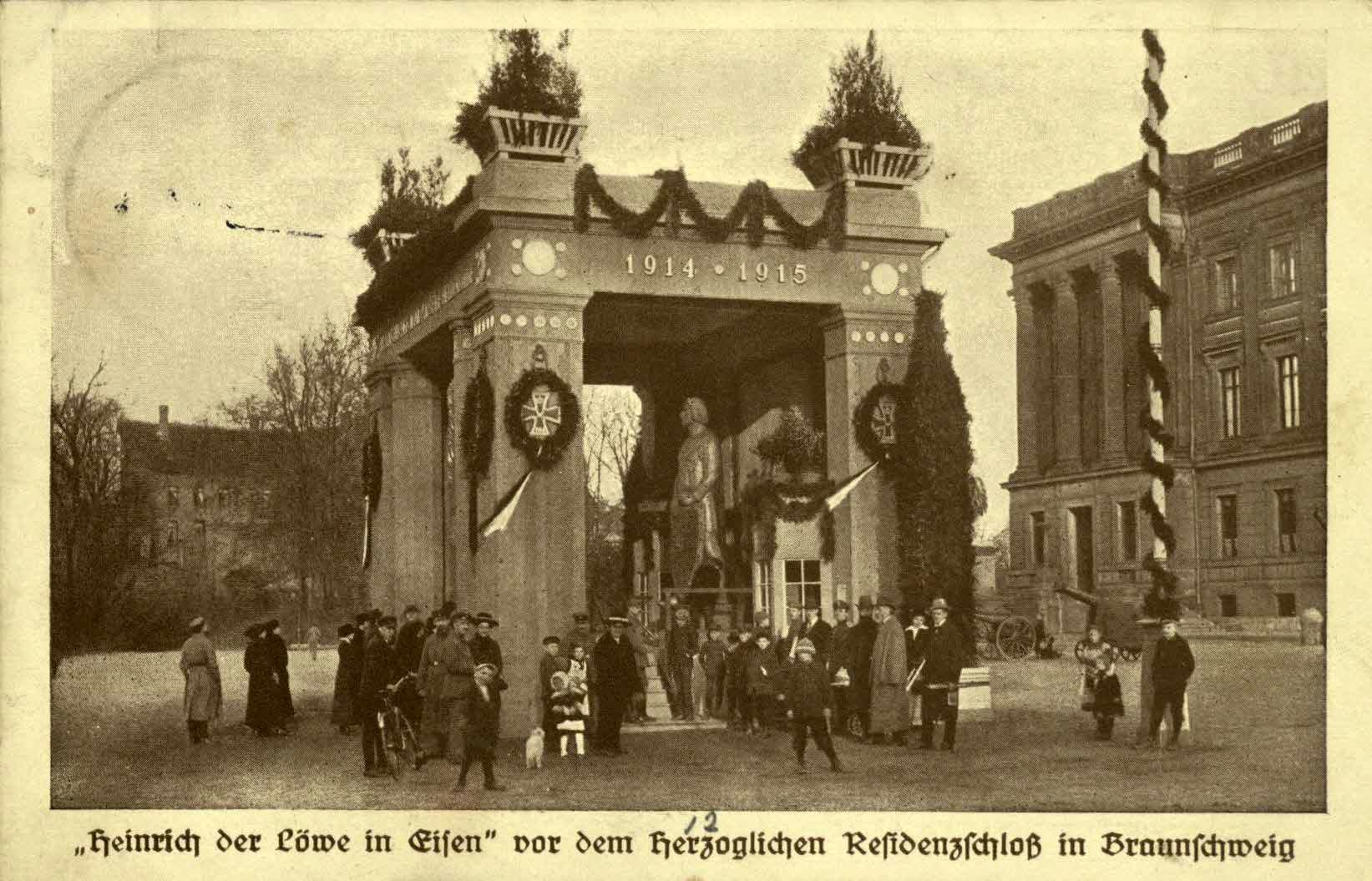
Heinrich der Löwe in Eisen vor dem Braunschweiger Schloss

- Braunschweig: Der Eiserne Heinrich, ein Standbild Heinrichs des Löwen, wurde ab dem 5. Dezember 1915 auf dem Platz vor dem Braunschweiger Schloss benagelt. Heute befindet er sich im Landesmuseum Braunschweig.
- Bremen: Am 15. Juli 1915 wurde vor dem Rathaus der Eiserne Roland, eine Rolandsfigur, aufgebaut. Es handelte sich dabei um eine Rolandstatue, in die jeder Bürger für 10 Pfg. pro Stück einen eisernen Nagel einschlagen konnte. Es gab auch eine Spendenurkunde dazu.
- Bremerhaven:
  - Die Kriegssäule wurde in der 2. Septemberhälfte des Jahres 1915 benagelt.
  - Lehe: ein Eisernes Kreuz
- Bremervörde: Ein Deutscher Krieger wurde ab dem 31. Oktober 1915 benagelt.
- Brinkum Ein Eisernes Kreuz wurde ab dem 26. März 1916 benagelt.
- Brüel: Eisernes Kreuz
- Bützow: das Stadtwappen
- Celle: zwei Wehrschilde, heute im Garnisonsmuseum
- Cham: ein Eisernes Kreuz
- Clausthal: ein Nageltisch
- Cuxhaven: Eiserne Kreuze wurden vor dem 11. November 1915 benagelt.
- Darmstadt: Eisernes Kreuz
- Delmenhorst: Das Stadtwappen wurde am 14. Mai 1916 erstmals benagelt. Es befindet sich heute (2016) im Stadtmuseum Delmenhorst beim Nordwestdeutschen Museums für IndustrieKultur auf dem Gelände der ehemaligen Nordwolle
- Diepholz: Ein Eisernes Buch wurde ab Juni 1916 benagelt.
- Dockenhuden: Im Dockenhudener Park wurde eine Sitzbank mit dem Wappen von Schleswig-Holstein und einem Spruch zur Benagelung aufgestellt.
- Dömitz: Eisernes Kreuz
- Donaueschingen: Tischplatte und Schild mit Stadtwappen[15]
- Dorstadt: Ein Schild mit Eisernem Kreuz wurde ab 27. Februar 1916 benagelt.

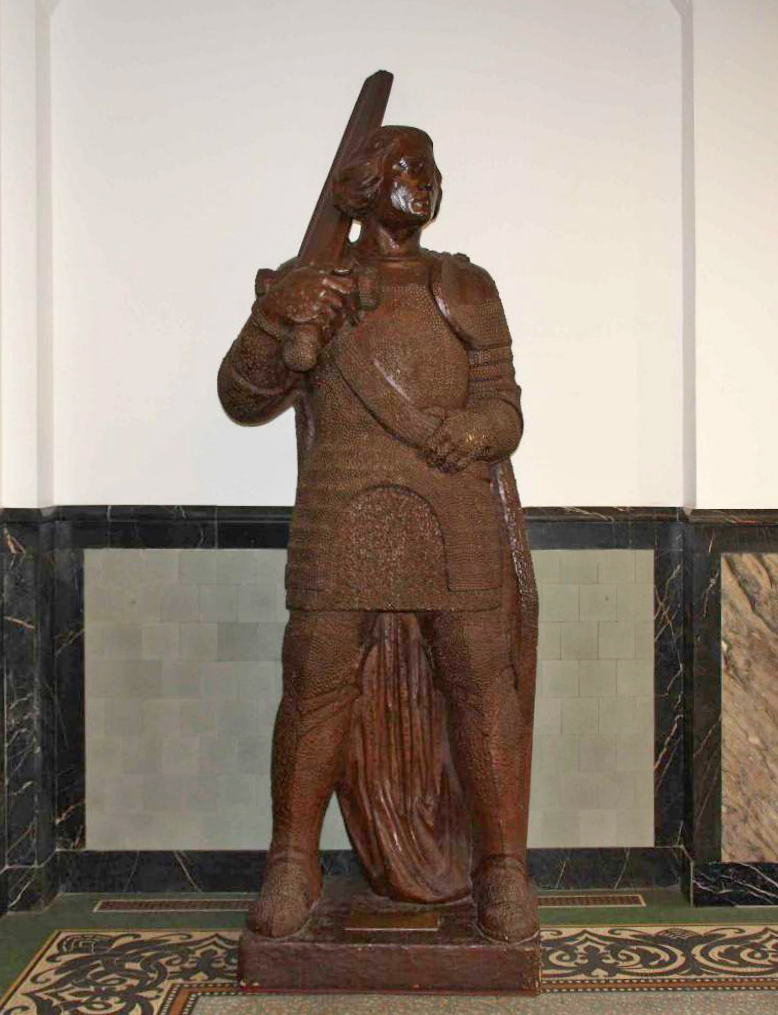
Reinoldusfigur in Dortmund

- Dortmund: Eine Reinoldus-Figur von dem Dortmunder Bildhauer Friedrich Bagdons als Kopie eines mittelalterlichen Originals in der Reinoldikirche wurde vor dem historischen Rathaus aufgestellt. Im Zweiten Weltkrieg zerstört, 1976 rekonstruiert und im Alten Stadthaus aufgestellt.[16][17]
- Dresden: Ein Eisernes Kreuz wurde bei der Löwen-Apotheke am Altmarkt benagelt.
- Düsseldorf:
  - Bergischer Löwe des Düsseldorfer Bildhauers Johannes Knubel auf der Königsallee; eine Nachbildung aus Metallguss von Philipp Harth steht seit 1963 am gleichen Platz.
  - Tafelbild mit Friedrich Barbarossa-Figur des Malers Gustav Wittschas (1868–1953) auf einer drei Meter hohe Holztafel. Wurde am 1. August 1915 vor dem Kaiserswerther Rathaus aufgestellt und benagelt. In der Nachfolgezeit fand das Bild seinen Platz auf der Pfalzruine. In den Jahren nach dem Zweiten Weltkrieg verschollen.[18]
- Eichstätt:
  - Das Wappen, entworfen von Bühlmann, wurde 1916 am westlichen Tor der ehemaligen Johanniskirche benagelt.
  - Ein Eiserner Wehrmann mit Schild, entworfen von Bühlmann, wurde ab dem 11. Juli 1916 benagelt.
- Einbeck: Ein Eisernes Kreuz auf einer Tischplatte wurde ab dem 14. September 1915 benagelt.
- Elberfeld: ein Wehrmann
- Elmshorn: ein Eisernes Kreuz
- Elsfleth: ein Anker

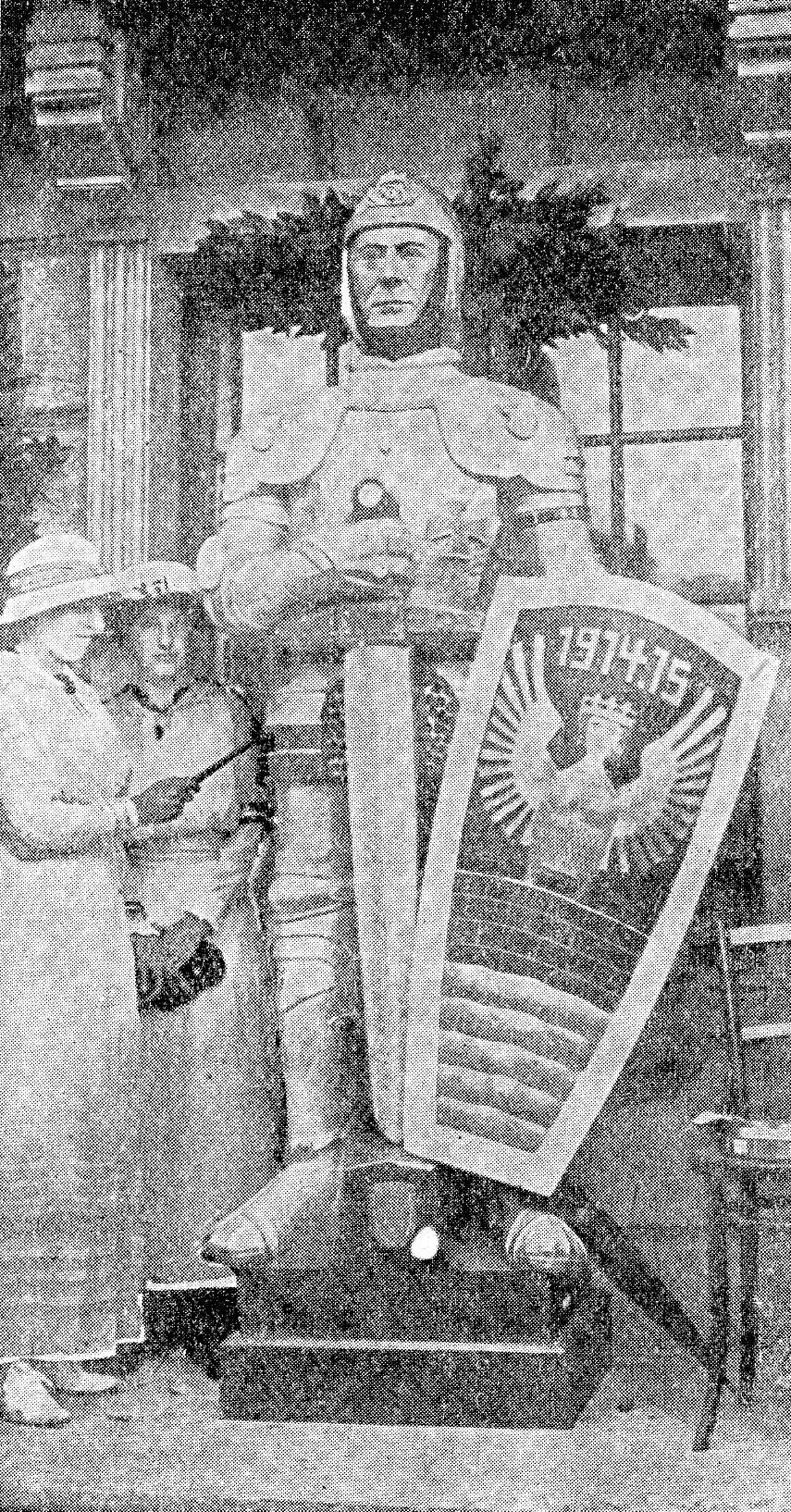
Isern Kerl in Emden

- Emden: Nagelfigur De Isdern Keerl van Emden in Form eines Ritters nach Gesichtszüge von Fregattenkapitän Karl von Müller, dem Kommandanten des Kleinen Kreuzers Emden. Entwurf von Liebsch, 1915 aufgestellt.
- Erfurt: Eiserner Landsturmmann
- Kreis Erkelenz: Eisernes Wappen. 1915, Bildhauer Peter Tillmanns. Verbleib unbekannt.[19]
- Essen: Die Nagelfigur Schmied von Essen des Berliner Bildhauers Ludwig Nick (1873–1936) wurde 1915 in einem vom Essener Architekten Edmund Körner entworfenen Pavillon auf dem Bahnhofsvorplatz aufgestellt.
- Fischbeck: Eisernes Kreuz
- Flensburg: Kriegssäule, genagelt während der 1916 stattfindenden „Deutschen Kriegsausstellung für die Nordmark“ in der Auguste-Viktoria-Schule in Flensburg.[20]
- Frankfurt am Main: Ein Eiserner Adler, der nach einem Entwurf des Bildhauers Carl Stock gefertigt wurde, wurde als Hilfe für kriegsgefangene Deutsche benagelt.
- Frankfurt (Oder):
  - Eine Ansichtskarte zeigt einen Eisernen Wehrmann, wie er zum Kampf bereit Schwert und Schild mit dem Frankfurter Wappen hält. Der Sockel trägt die Inschrift: „In Staub mit allen Feinden Brandenburgs“. Ein klein gedruckter Text weist auf „Bruno May, Stuttgart“ hin, der der Schöpfer der Figur war, die Einweihung fand am 28. Januar 1916 statt.
  - Im Museum Viadrina befindet sich ein Nagelschild mit dem Abbild eines Soldaten und einem Eisernen Kreuz, in dem „Friede“ geschrieben steht.
- Freiburg im Breisgau: Am Schwabentor wurde ein Nagelbaum aufgestellt. Die Preise für die Nägel lagen zwischen einer Mark (eiserner Nagel) und zehn Mark (vergoldeter Nagel). Der Spender erhielt eine Urkunde, die bestätigte, dass man zu Ehren Deutschlands einen Nagel eingeschlagen hatte.
- Frensdorf: Ein Eisernes Kreuz wurde zwar geplant, ob es verwirklicht wurde, ist aber nicht bekannt.
- Furth im Wald: Eisernes Kreuz. Es steht unkommentiert im Heimatmuseum, dem Landestormuseum, das im Stadtturm untergebracht ist, und kann dort besichtigt werden.
- Geislingen an der Steige: ein Eiserner Helfensteiner
- Görlitz: Ein Eiserner Wehrmann wurde vom Holzbildhauer Riediger geschaffen.
- Görries bei Schwerin: Eisernes Kreuz
- Goslar: Am 1. August 1915 fand mit der Benagelung von Ehrenschilden die erste Nagelung in Niedersachsen statt.
- Grabow: Eisernes Kreuz sowie Wehrschild mit Spruch

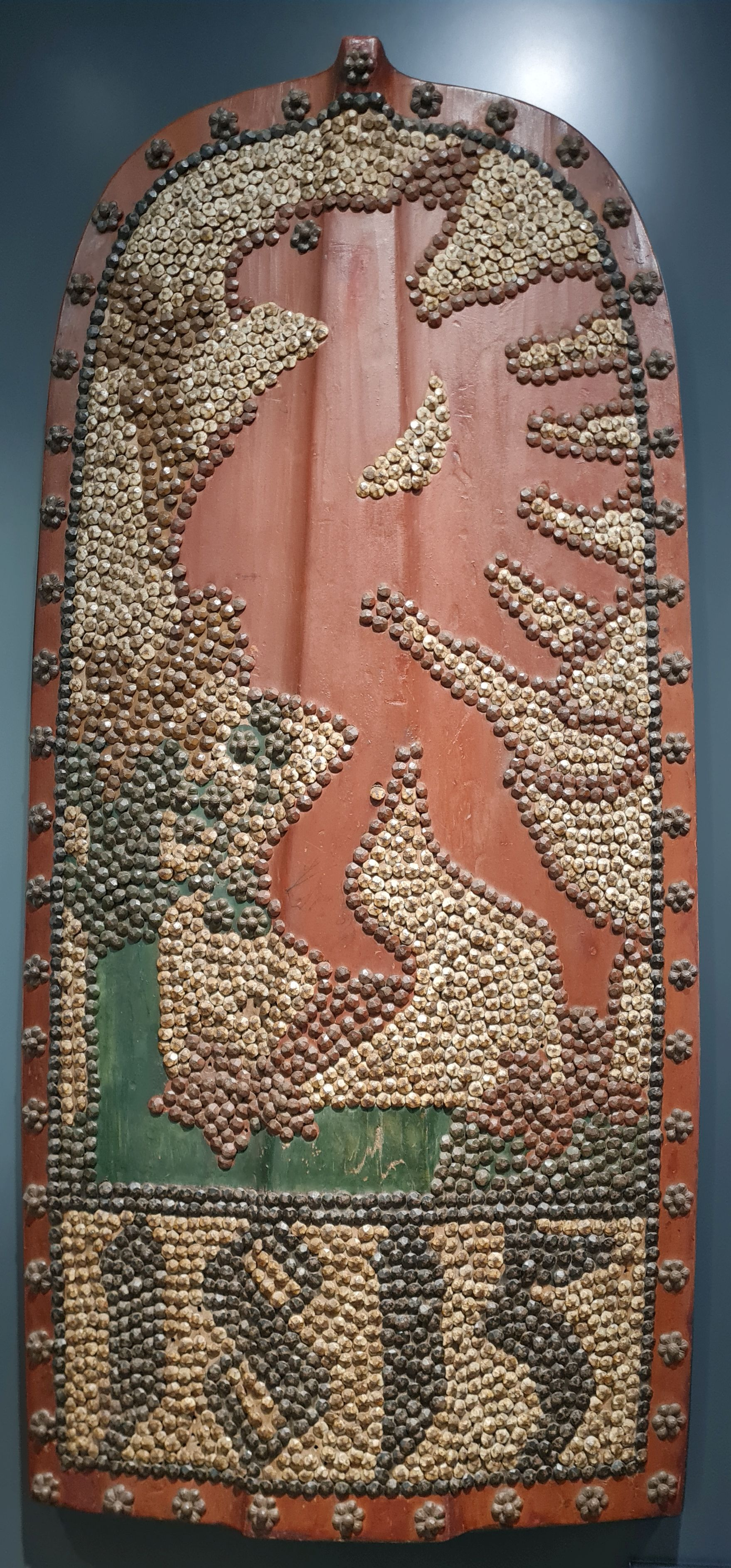
Nagelbild aus Greifswald

- Greifswald: Hölzernes Schild mit Adler und Gedenkzahl „1815“. Die Aktion erbrachte 5063,70 Mark und erfüllte nicht die gesetzten Erwartungen, wie die freien Nagelstellen zeigen.
- Grevesmühlen: Benagelung der Kirchentür
- Groß Bartensleben: Nagelkreuz mit dazugehöriger Spenderliste vom 10. Juni 1916.
- Gütersloh: Ein Die deutsche Fahne verteidigender Adler auf einer Säule, wobei ab 21. Oktober 1915 der Eichenkranz der Säule benagelt wurde. Der Entwurf stammt vom Architekten Viemann.
- Hagen:
  - Ein Eiserner Wehrmann in Gestalt eines Schmiedes, die am 28. November 1915 aufgestellt wurde; die Figur ist eine Schöpfung von Friedrich Bagdons. Nach dem Krieg wurde der Schmied vom Rathausvorplatz in die Stadthalle gebracht. Am 29. Januar 1934 kam er wieder vor das Rathaus und nach Ende des Zweiten Weltkriegs kam er auf den Städtischen Bauhof. Nächste Station war der Eingangsbereich des Museums für Stadt- und Heimatgeschichte. 1998 wurde der Schmied ins Stadtmuseum in Eilpe gebracht. Nach dem Ersten Weltkrieg blieb eine Stiftung mit dem Namen Der eiserne Schmied von Hagen aktiv, die sich um Kriegswaisen und die Hinterbliebenen von Gefallenen kümmerte.
  - Hagen-Haspe: Diese Nagelfigur (Nageltür) stammt aus dem Jahr 1916. Ein Relief mit dem golden unterlegten Umlauftext „Sei Amboss bei des Schicksals Schlägen, sonst sollst du dich als Hammer regen“ und die Jahreszahlen 1914–1916. Dargestellt wird auf dem Relief das Wappen von Haspe (Amboss und Hammer) und vor gekreuzten Schwertern das Wappen des Deutschen Kaiserreichs. Ausgestellt ist dieses Symbol in der Hauptschule Heubing.
- Halberstadt: Eine Gedenkkarte weist auch hier auf einen Eisernen Wehrmann hin

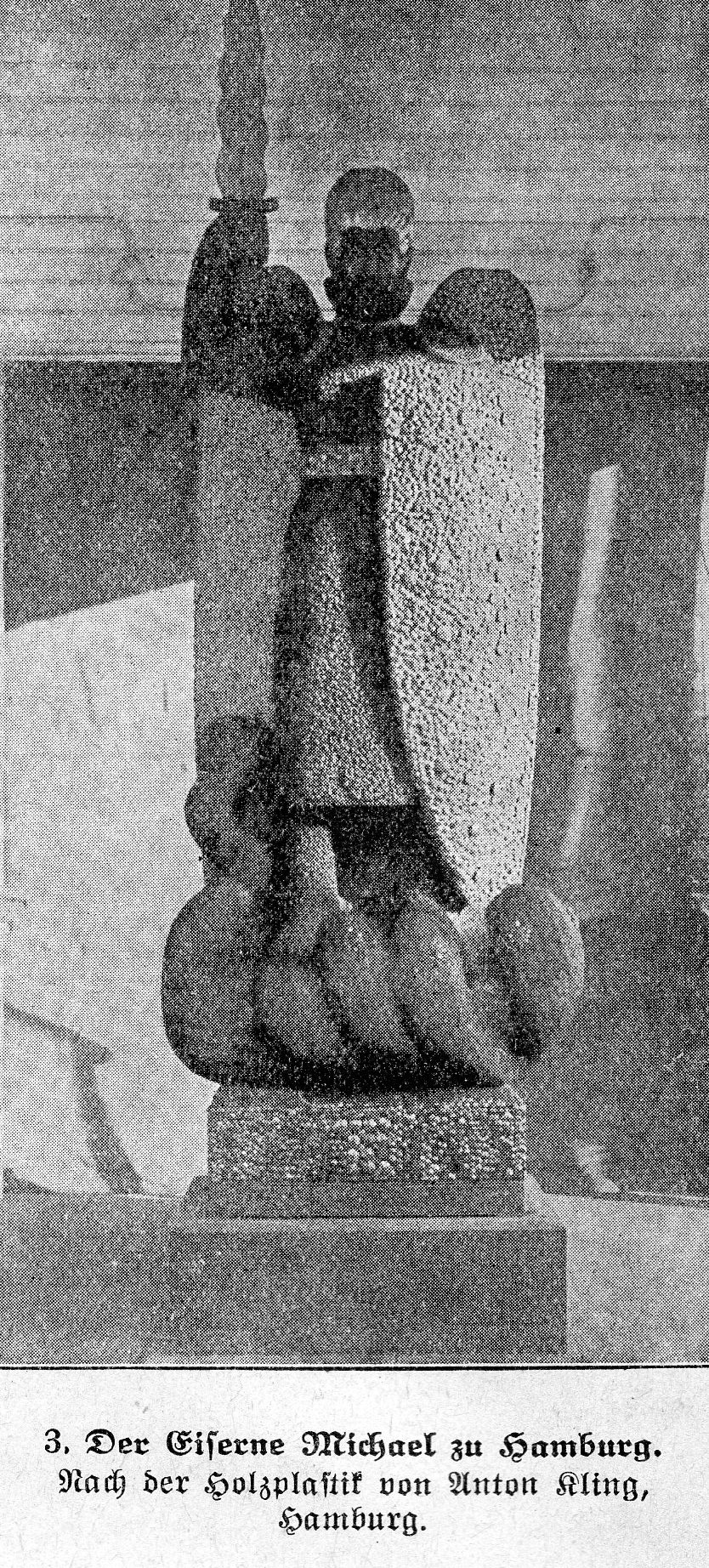
Der Eiserne Michel in Hamburg, Nagelbild aus der Illustrirten Zeitung 1916

- Hamburg: auf das jetzige Hamburger Stadtgebiet bezogen insgesamt 37 Kriegswahrzeichen zum Benageln zuzüglich 5 Schulnagelungen[21]
  - Zum Jahrestag der Mobilmachung am 2. August 1915 wurde am Jungfernstieg der Eiserne Michel enthüllt. Der Ertrag der Benagelung ging zu gleichen Teilen an die Hilfe für kriegsgefangene Deutsche und der Hamburgischen Kriegshilfe, die Holzfigur bestand aus tausendjährigem Kameruner Birnbaumholz und war von Bildhauer Anton Kling geschaffen worden.
  - Altona: Der Isern Hinnerk wurde am 7. Juli 1915 erstmals benagelt und steht jetzt im Museum von Altona.
  - Harburg: Ein Eiserner Schützenvogel wurde ab 2. September 1915 benagelt.
- Hameln:
  - Ein Schild mit Wappen, benagelt ab 2. September 1915
  - Ein Eiserner Adler der Obertertia des Heinrich-Hertz-Gymnasiums wurde zu Weihnachten 1915 benagelt.
  - Ehrenschild für Hindenburg, benagelt ab 1. Juli 1917
- Hamm: Hier fand die Kriegsnagelung auf dem Marktplatz vor der Pauluskirche statt. Dort wurde der Eiserne Graf, eine Verkörperung des Stadtgründers, in einem Pavillon aufgestellt. Die Figur ersetzte hier die Germania, die anlässlich der Reichsgründung aufgestellt worden war. Der Entwurf, heute im Gustav-Lübcke-Museum zu sehen, und die Holzplastik stammten vom deutsch jüdischen Künstler Leopold Fleischhacker. Im Volksmund erhielt das Kunstwerk den Namen Nagelgraf. Die Figur ging, nachdem sie 1925 in das Stadthaus verbracht wurde, 1944 im Bombenkrieg zunächst verloren und wurde erst Jahre nach dem Krieg aus dem Schutt schwer beschädigt und kopflos geborgen.

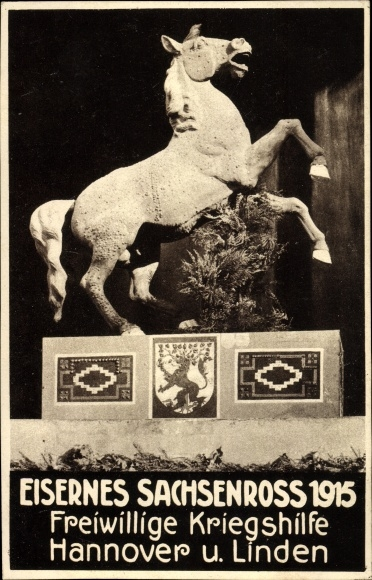
Eisernes Sachsenross

- Hannover: Insgesamt 10 Kriegswahrzeichen zum Benageln.[22]
  - Das Eiserne Sachsenross wurde ab 15. August 1915 benagelt.
  - Ein Roland wurde in der Hildesheimer Straße 27 aufgestellt und ab dem 5. März 1916 benagelt. Gestiftet wurde die Figur vom Gastwirt Heinrich Bleitner und vom Bildhauer H. Klawe geschaffen.
  - Ein Tisch wurde im Gasthaus zum Bahnhof (Hannover-Hainholz) benagelt.
  - Eine Feldkanone wurde ab Ende August 1915 benagelt.
  - Eine weitere Feldkanone wurde ab April 1916 benagelt.
  - Von der Schützengesellschaft der Bürgervereine Südost-Heidorn wurde eine Schützenscheibe im Mai 1916 benagelt.
- Hannoversch Münden: Ein Eisernes Kreuz wurde ab dem 7. November 1915 benagelt.
- Haste (Osnabrück): Ein Eisernes Kreuz wurde ab dem 28. November 1915 benagelt.
- Heidelberg:
  - Aus Heidelberg stammt die Kombination Eisernes Kreuz und das Eiserne Buch. Nachdem die Spender ihren Nagel in das Eiserne Kreuz geschlagen hatten, durften sie sich in das Eiserne Buch eintragen. Seit diese beiden Symbole am 26. Juni 1915 vor zahlreichen Ehrengästen der Öffentlichkeit übergeben wurden, trugen sich bis Juli 1917 etwa 15.000 Personen in das Eiserne Buch ein. Ungefähr 20.000 Nägel wurden in das Eiserne Kreuz genagelt und dem örtlichen Roten Kreuz 28.498,40 Mark an Spenden übergeben. Am häufigsten eingetragen in das Eiserne Buch hat sich Eugen von Jagemann. Er war Vorsitzender des Bezirksausschusses des Roten Kreuzes und nahm jeden Erfolg der Deutschen Armee zum Anlass, einen Nagel in das Eiserne Kreuz zu schlagen. Begonnen hatte er am 18. August (Eroberung von Kowno) und endete am 4. März 1916 (Heimkehr des Hilfskreuzers Möve).
  - Rohrach: ein Wappen
- Heilbronn: ein Ritter Eisenhart, benagelt ab 12. Mai 1915 bis Anfang 1916. Königin Charlotte persönlich schlug den ersten Nagel (mit königlichen Wappen) in den Ritter oben in die Stirn. 1944 verbrannt.[23]
- Heinsberg: Eiserner Johann. Eisenholzfigur. Sommer 1916, Bildhauer Heinrich Joseph Koulen[24]
- Hof: Stadtwappen als Nagelbild
- Hohen Sprenz: Eisernes Kreuz
- Holzkirchen (Bayern): Ein von der Liedertafel Holzkirchen gestifteter Wehrschild wurde ab 18. Dezember 1915 benagelt.
- Holzminden: Ein Eisernes Kreuz wurde ab 19. Dezember 1915 benagelt.
- Holzwickede: Ein Wappenteller aus Eichenholz von 1,4 m Durchmesser wurde vom 30. Januar bis Ostern 1916 benagelt und erbrachte eine Spendensumme von ca. 3500 Mark (heutiger Wert in Euro etwa: 12.791). Hergestellt wurde die Tafel in der Holzwickeder Schreinerei W. Garre vom Zeichner und Kunsttischler Broll.[25]
- Bad Honnef: Aufruf des Stadtrates zur Nagelung im Kurgarten am 11. August 1915
- Ingolstadt: Löwe auf einer Säule
- Itzehoe: In Itzehoe wurde im Dezember 1915 eine von Professor Schwindrazheim entworfene und vom Bildhauer Behrmann geschaffene Figur Karl der Große zur Benagelung aufgestellt.
- Jüterbog: Eine rund 2,6 Meter große Nagelfigur mit dem Aussehen des Heiligen Mauritius und den Gesichtszügen Hindenburgs wurde von Karl Kiesche geschaffen, im Schulhof der Schillerschule aufgestellt und ab 21. Oktober 1915 benagelt.
- Kassel:
  - ein Obelisk
  - Im Ehrenhof des Rathauses wurde am Sedantag erstmals die Nachbildung eines althessischen Zaitenstocks (Brunnenstock) benagelt.

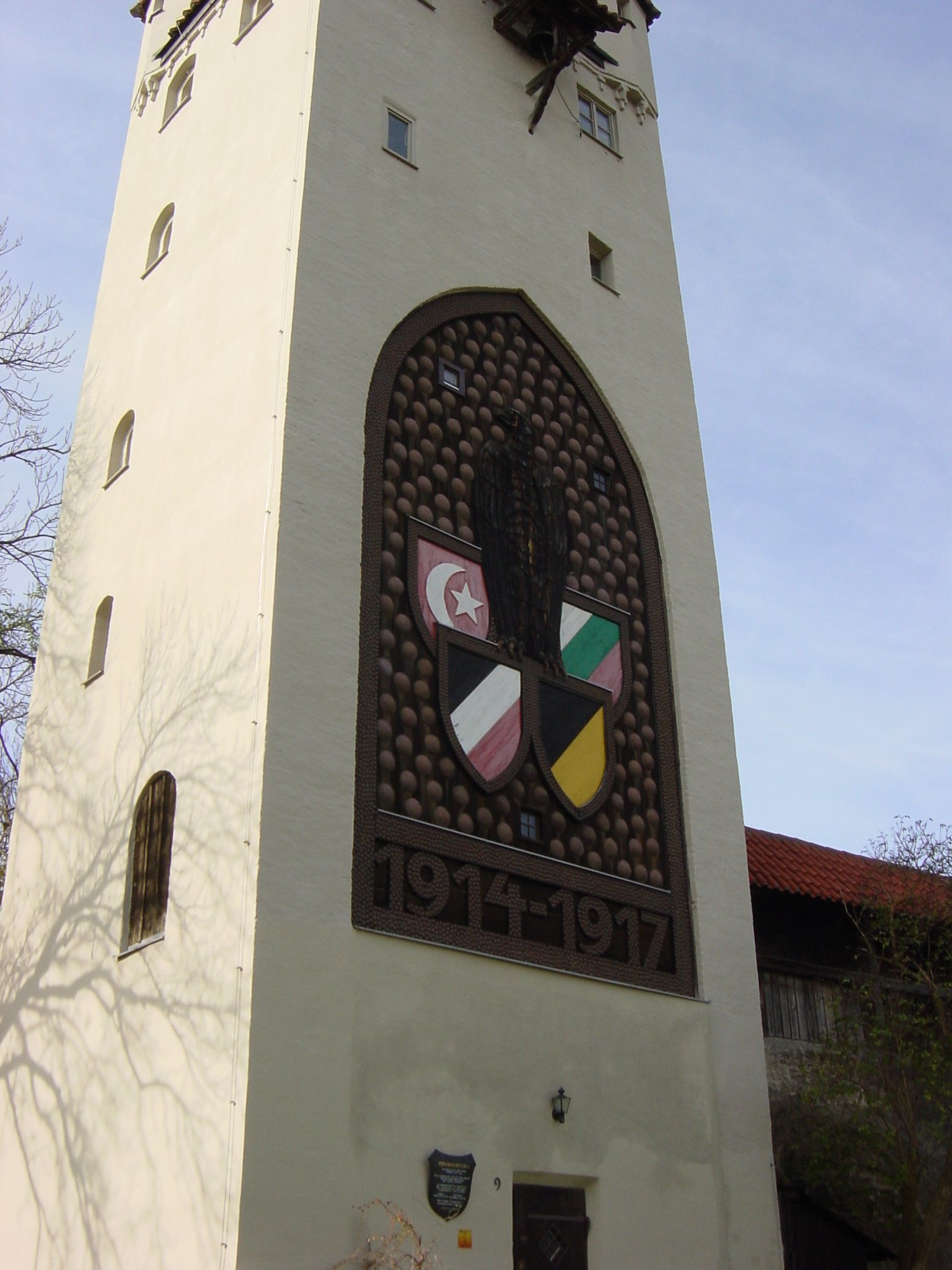
Der Wehrschild am Fünfknopfturm in Kaufbeuren

- Kaufbeuren: Am Wahrzeichen der Stadt, dem Fünfknopfturm, wurde 1917 ein großformatiges Kriegswahrzeichen mit den Wappen der Mittelmächte angebracht, das mit unterschiedlich großen Nägeln beschlagen wurde.
- Kiel:
  - Ein Löwe, der von dem Essener Architekten Edmund Körner entworfen wurde, wurde in der Mädchen-Mittelschule benagelt.
  - Ein U-Boot wurde ab dem 22. September 1915 benagelt.
  - Nagel-Torpedo in der Bethlehem-Kirche (Kiel-Friedrichsort)
- Kirchgellersen: Ein Kreuz wurde ab 5. Dezember 1915 benagelt.
- Klein Bartensleben: Nagelkreuz aus Eiche (Eisernes Kreuz)
- Kleve: Der Eiserne Mann, eine Plastik des Klever Bildhauers Joseph Brüx, wurde 1916 benagelt.
- Köln: Dä kölsche Boor en Iser ist heute noch im Kölnischen Stadtmuseum zu sehen. Entwurf und Ausführung stammen von dem österreichischen Bildhauer Wolfgang Wallner. Als Spendenanreiz gab es Anstecknadeln mit dem Bildnis des Kölner Bauern. Der Entwurf hierzu stammt von Hermeling.
- Kornwestheim: Die Rathaustür im Rathausturm Kornwestheim wurde benagelt
- Klütz: Eisernes Kreuz
- Königsberg: Eiserner Wehrmann
- Königswinter: Siegfried der Drachentöter, Holzplastik von Franz Josef Krings. Aufgestellt 3. Oktober 1915.[26]
- Krefeld: Eine Skulptur Heiliger Georg wurde von Helene von Beckerath entworfen und ab 1915 am Ostwall gegenüber dem Hotel Krefelder Hof benagelt. 1930 wurde sie im heutigen Museumszentrum Burg Linn aufgestellt. Das gesammelte Geld wurde für die Unterstützung von Witwen und Waisen Gefallener sowie zur Errichtung eines Denkmals für die gefallenen Krefelder verwendet.
- Kröpelin: Eisernes Kreuz
- Kühlungsborn, früher Arendsee: Eisernes Kreuz
- Lamspringe: Ein Eisernes Kreuz wurde ab dem 24. Oktober 1915 benagelt.
- Landau: Feldgrauer
- Landshut: Die Rathaustür wurde mit einem Eisernen Kreuz benagelt.
- Lauenförde: Ein Wehrschild wurde ab 31. Oktober 1917 benagelt.
- Leer: Ein Eisernes Kreuz wurde ab 22. Oktober 1915 benagelt.

- Leipzig: Am 17. Juli 1915 wurde auf dem Naschmarkt die von Mathieu Molitor geschaffene Statue des Wehrmanns in Eisen aufgestellt.
- Lindau (Bodensee): 1916 wurde das Bild eines Schiffs benagelt.[27]
- Lingen: Das Stadtwappen wurde ab 1. Jänner 1916 mit einem Eisernen Kreuz benagelt.
- Lübeck: Eiserner Adler, er wurde ab dem 1. August 1915 unter den Arkaden des Rathauses benagelt.
- Lübtheen: Eisernes Kreuz
- Lübz: Eisernes Kreuz
- Ludwigslust: Eisernes Kreuz
- Lüneburg: Der Eiserne Hermann Billung wurde zum Benageln aufgestellt.
- Magdeburg:
  - Ein Adler wurde benagelt zum Besten des Jugenddanks für Kriegsbeschädigte von der Jugendabteilung des Deutschen Privatbeamten-Vereins in Magdeburg.
  - Ein Roland wurde 1915 von Rudolf Bosselt entworfen, in der Werkstatt von Hermann Koch & Sohn hergestellt, aber nicht benagelt. Ursprünglich war er in der Kunstgewerbeschule aufgestellt, danach im Kulturhistorischen Museum. Ab Ostern 1933 befand er sich bis Dezember 1940 beim Rathaus. Da er verwittert war, wurde er anschließend auf den städtischen Bauhof überstellt. Im Winter 1945/1946 soll er als Brennmaterial verheizt worden sein.
- Mainz: Errichtung der sieben Meter hohen Nagelsäule, am 1. Juli 1916 wurde das Monument in einer pompösen Feier eingeweiht. Mit Eisernem Kreuz und dem Spruch „In Kriegsnot helf uns Gott“ bekrönt und aus Eichenstämmen und drei umgebenden Steinsäulen bestehend. Am 20. August 1916 war die Nagelung der Säule mit mehr als 100.000 Metallnägeln beendet und brachte insgesamt 170.000 Mark ein
- Malchin: Eisernes Kreuz

- Mannheim:

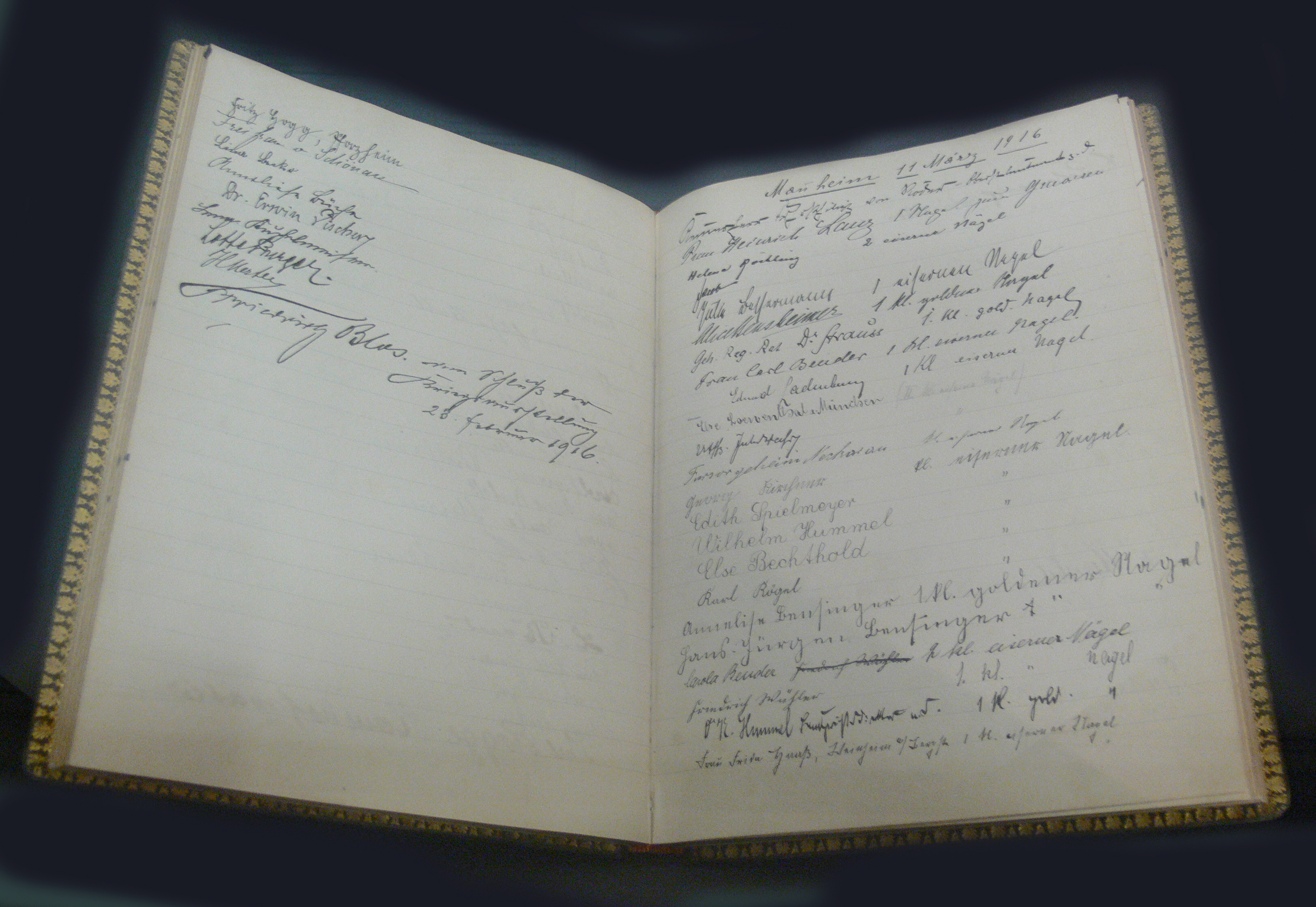
Nagelbuch, in das sich Spender einer Nagel-Aktion 1916 in Mannheim eintragen durften.

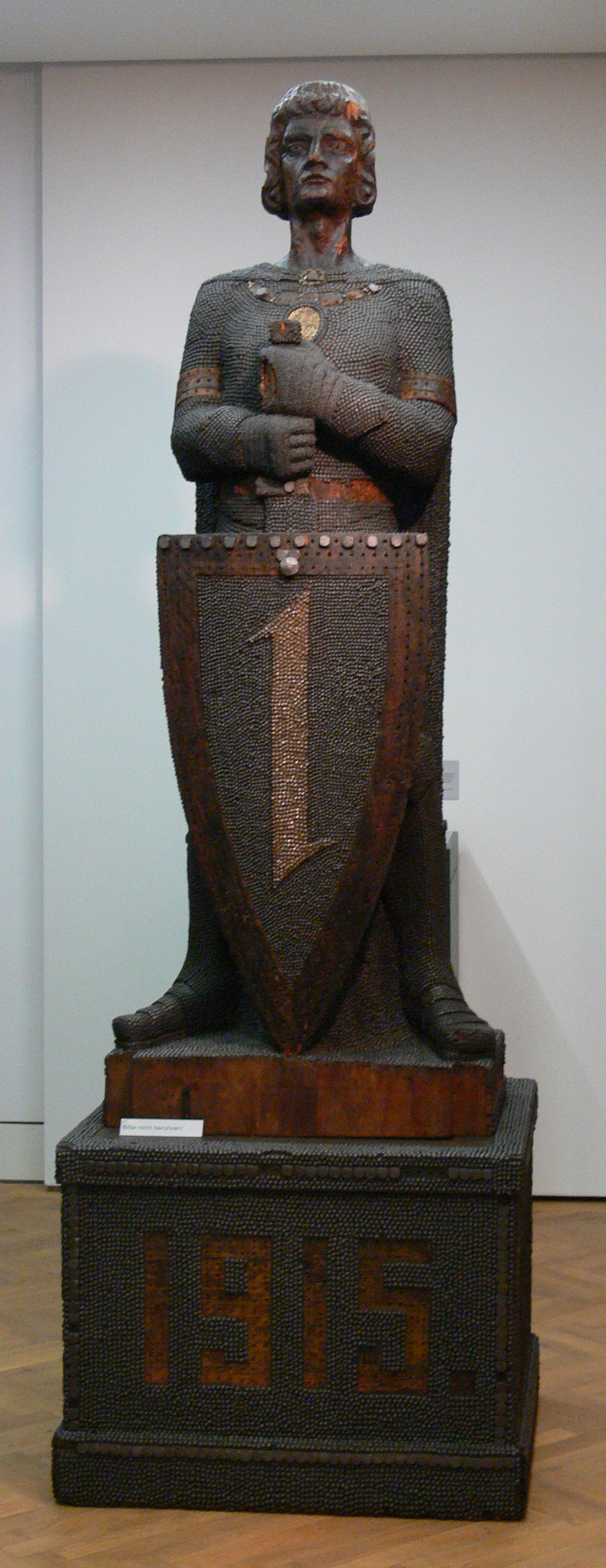
Nagelfigur Roland mit Mannheimer Stadtwappen

  - Ein Roland mit Schild wurde von dem Mannheimer Bildhauer Hermann Taglang[28] geschaffen und ab 1915 benagelt.
  - Ein Eisernes Kreuz wurde im Ballhaus im Schlossgarten ab 1916 benagelt.
- Marburg: Am 3. September 1916 wurde auf dem Marktplatz vor dem Rathaus ein Nagelmal in Form einer Säule eingeweiht. Bis 1919 kamen knapp 3500 Mark für die Kriegswohlfahrt zusammen. Im Sommer 1919 wurde das Denkmal in den Schülerpark überführt, wo sich noch heute der Sandsteinsockel befindet. Die städtischen Akten zum Denkmal enden 1926, der weitere Verbleib ist ungeklärt.
- Meldorf: Der Benagelte Wulf Isebrand ist jetzt im Dithmarschen Landesmuseum ausgestellt.
- Melle: Ein Feldgrauer Soldat wurde ab 14. November 1915 benagelt.
- Mindelheim: hölzerne Glocke
- Memmingen: Wappen-Nagelung, eingebaut in die Wandvertäfelung zu beiden Seiten eines Bildfensters im Ratssaal des Memminger Rathauses (Beginn der Ehrennagelung am 12. Mai 1918)
- Merseburg: Die Sagenfigur eines Raben mit Ring wurde 1915 benagelt.
- Mölln: Eisernes Kreuz, um 1995 lag es im früheren Kohlenkeller der St.-Nicolai-Kirche
- Munster: Ein Bienenkorb wurde ab 5. März 1916 benagelt.
- Münster: Die Figur eines Junggermanen wurde am 2. September 1915 auf dem Prinzipalmarkt aufgestellt.
- Neuburg an der Donau: Eine Skulptur des Kronprinzen Rupprecht, des Siegers der Lothringer Schlacht, wurde benagelt.
- Neuhaus an der Elbe: Ein Eisernes Kreuz wurde ab 17. Oktober 1915 benagelt.
- Neumarkt in der Oberpfalz: Ein hölzernes Standbild des sagenhaften Stadthelden Veit Jung wird ab April 1916 benagelt.
- Neustadt am Rübenberge: Ein Eisernes Kreuz wurde ab 19. Dezember 1915 in eine Tischplatte genagelt.
- Neustadt an der Haardt: Das Stadtwappen wurde ab 1915 benagelt.
- Niedermarschacht: Ein Eisernes Kreuz wurde ab 21. November 1915 benagelt.
- Nienburg: Ein Wehrschild mit Helm wurde ab August 1916 benagelt.

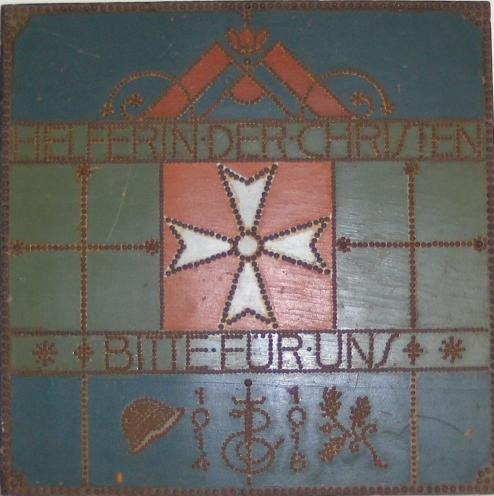
Genageltes Malteserkreuz aus Nörvenich

- Nörvenich Ein Malteserkreuz wurde benagelt, da der Burgbesitzer Mitglied des Malteserordens war. (2009 sehr gut erhalten)
- Nürnberg: Eisernes Kreuz
- Offenbach am Main:
  - Eiserner Mann, am 3. Oktober 1915 feierlich enthüllt und benagelt. Die hölzerne Figur stellte Götz von Berlichingen dar, der Entwurf stammte von dem Bildhauer Ernst Unger.
  - Zugunsten der Hinterbliebenen von gefallenen Hessen nagelte die 2. Ersatzkompanie des 1. Ersatzbataillons des Infanterieregiments 168 ein Eisernes Kreuz.
- Offenburg: Ein Stadtwappen wurde am 3. Oktober 1915 „unter zahlreicher Beteiligung der Bevölkerung“ der Öffentlichkeit übergeben. Man rechnete mit einem Gesamtertrag der Nagelung von rund 14.000 Mark, der „wohl in Bälde erreicht sein wird“.[29]
- Ohrdruf: Ein Michael, wurde beim Rathaus ab 30. Juli 1916 benagelt.

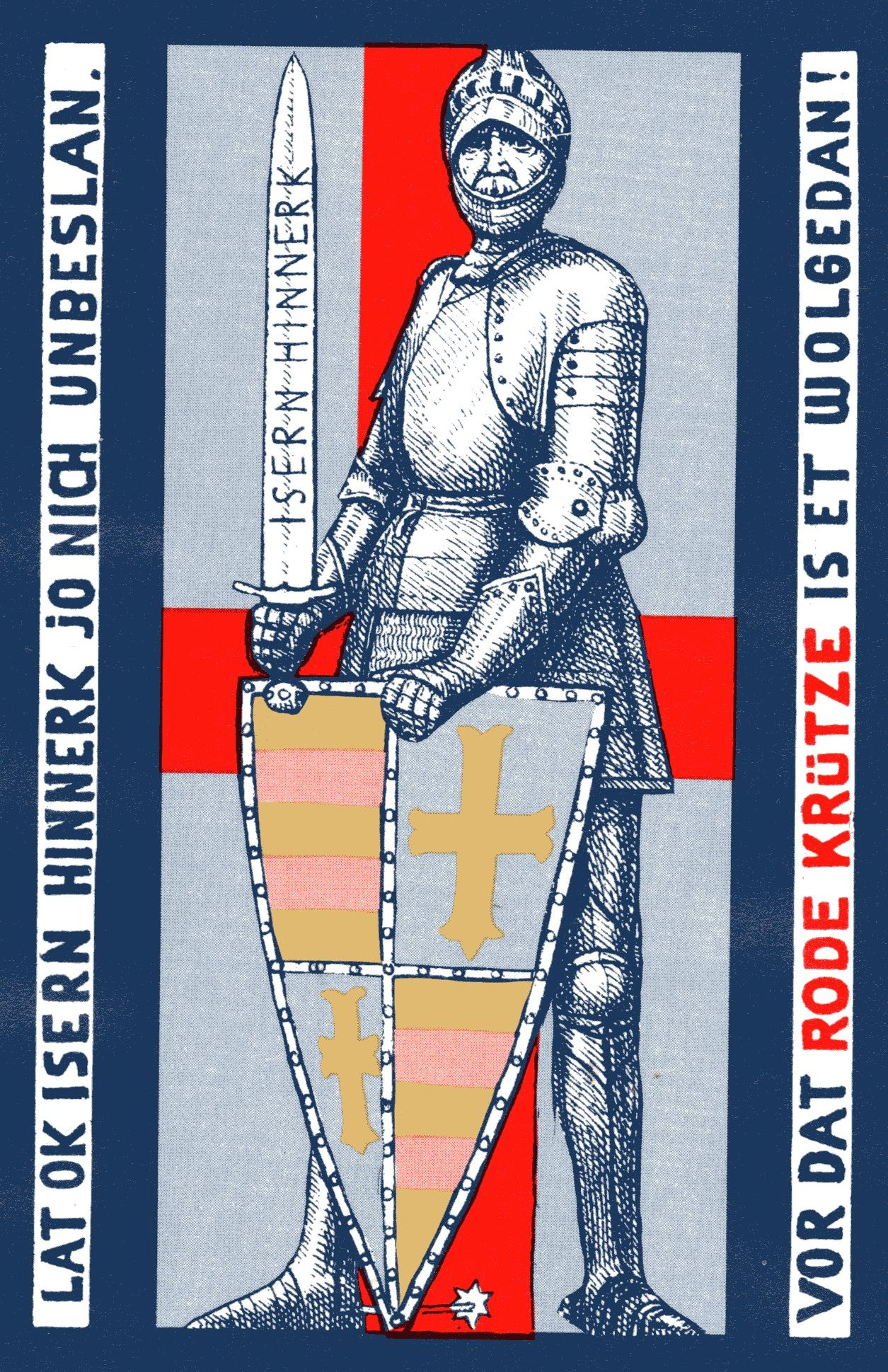
Bildpostkarte „Isern Hinnerk“, Oldenburg 1915

- Oldenburg: Isern Hinnerk (Eiserner Heinrich), die Holzfigur eines geharnischten Ritters, entworfen von Bernhard Winter, aufgestellt am 5. September 1915 an der Lambertikirche, Erlös zugunsten der Kriegsversehrten. Es befindet sich heute im Stadtmuseum.
- Osnabrück: Der Eiserne Mann, anlässlich der über das gesamte Deutsche Reich laufenden Aktion einer „Nationalgabe“ geschaffen von dem Bildhauer Heinrich Wulfertange, stellt Karl den Großen dar und stand seit seiner Benagelung ab 26. September 1915 bis 1919 in der Vorhalle des Rathauses von Osnabrück. Als die Figur beschädigt und die versilberten und vergoldeten Nägel gestohlen wurden, stellte man die Figur ab und vergaß sie, bis sie Jahre später wiederentdeckt, restauriert und einen neuen Platz im Treppenhaus des Rathauses von Wallenhorst fand.[30][31]
- Otterndorf: Das Stadtwappen wurde ab 31. Oktober 1915 benagelt.
- Parchim: Eiserner Held, mit einem Schild, den ein Brustbild von Hindenburg ziert. Enthüllt am 12. Dezember 1915 vor dem Rathausgiebel am Alten Markt, später auf dem sogenannten Hindenburgplatz an der Ziegendorfer Chaussee aufgestellt. Bereits 1920 befand sich die hölzerne Figur im Fundus des Rathauses.
- Peine: Eine Säule mit einer Eule wurde ab 7. Mai 1916 benagelt.
- Penzlin: Eisernes Kreuz
- Plau am See: Eisernes Kreuz in der Marienkirche; Der Erlös von rund 800 Mark ging an das Rote Kreuz für Kriegsversehrte.
- Potsdam: Ein Eisernes Kreuz wurde am Brandenburger Tor benagelt.
- Prenzlau: Ein Roland, der vom Prenzlauer Bildschnitzer Poggendorf geschaffen wurde, wurde ab 16. September auf dem Obermarkt benagelt. Spätere Aufstellungsorte waren der Flur des Rathauses (bis 1932) und danach der Neubau der Stadtschule I in der Klosterstraße. Sein weiteres Schicksal ist unbekannt.
- Quakenbrück: Der Eiserne Burgmann, die Clemens Freiherr von Schorlemer-Lieser am 29. Mai 1916 der Stadt Quakenbrück schenkte und dessen Nagelung Geldspenden für die Kriegslasten erbringen sollte. Die im Sitzungssaal des Quakenbrücker Rathauses stehende Statue ist aus französischer Pappel gefertigt und stellt einen Burgmann aus dem 13./14. Jahrhundert in Kettenrüstung mit Schild und Schwert dar. Sie wurde von Johann Siemer und Paul Ehrig, zwei Soldaten aus von Schorlemers Bataillon, geschaffen.[32]
- Recklinghausen: Bergmannssäule

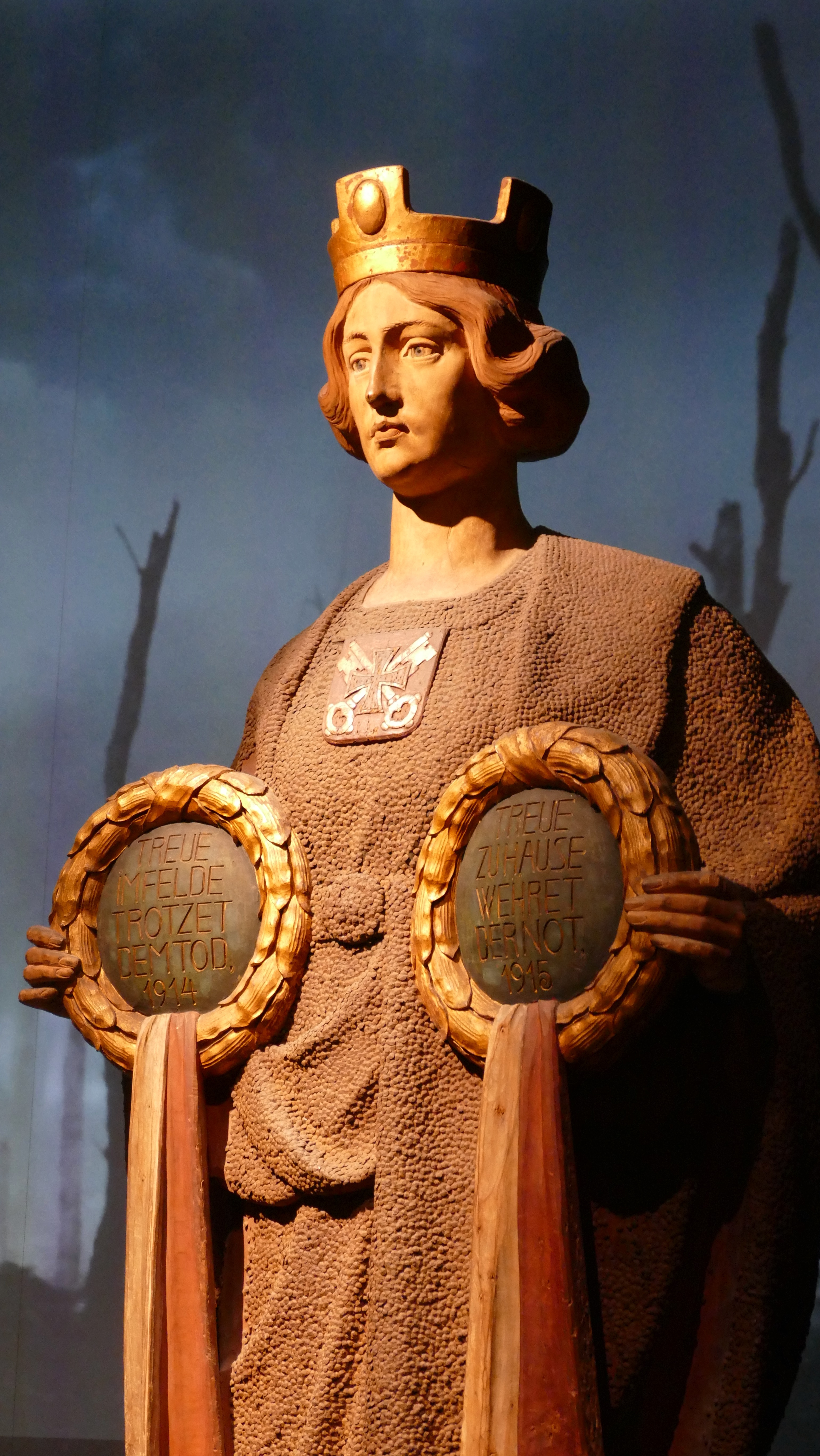
Ratisbona (Regensburg)

- Regensburg: Die mit Lorbeerkränzen geschmückte Frauenskulptur der Ratisbona, seinerzeit platziert in einem eigens auf dem Rathausplatz errichteten Tempel, genannt die Eiserne Ratisbona wurde ab 1. August 1915 benagelt.[33] Die Figur ist heute im Haus der Bayerischen Geschichte: Museum ausgestellt.
- Rehna: Wehrschild
- Ribnitz: Stadtsiegel
- Rinteln: Ein Eisernes Kreuz wurde ab 24. Oktober 1915 benagelt.
- Rosenheim: Stadtwappen (Rose), am Mittertor

- Rostock: Greif

Eiserne Rose am Mittertor von Rosenheim

- Rudolstadt: Eisernes Kreuz auf dem Anger
- Saarbrücken: Eiserner Ritter, aufgestellt 1915 an der Ursulinenschule,[34] heute ausgestellt im Historischen Museum Saar.
- Sarstedt: Ein Eichenstamm wurde ab 3. Oktober 1915 benagelt.
- Schleswig: Ein Isern Hinnerk wurde am 15. August 1915 benagelt, heute im Stadtmuseum Schleswig.[35]
- Schneeren: Ein Maschinengewehr wurde ab 1. Januar 1916 benagelt.
- Schongau: Ein Eisernes Wappen wurde ab 29. Oktober 1916 benagelt.
- Schöningen: Ein auf einem christlichen Kreuz befindliches Eisernes Kreuz wurde ab 19. September 1915 benagelt.
- Schöppenstedt-Eitzum: Ein Eisernes Kreuz wurde ab dem 12. Dezember 1915 benagelt.
- Schüttorf: Ein Eisernes Kreuz wurde 28. November 1915 benagelt.
- Schwäbisch Gmünd: Die Figur von Hans Rauchbein, einem Bürgermeister im 16. Jahrhundert, wurde benagelt.[36]
- Schwanefeld: Eisernes Kreuz aus Eichenholz, nur 50 % der vorgebohrten Einschlaglöcher benagelt.
- Schwerin:
  - Die Tür des Domes wurde benagelt.[37]
  - Ein Eisernes Kreuz wurde in der Artillerie-Kaserne benagelt.
- Seesen: Verschlungene Hände wurden ab dem 27. Jänner 1916 benagelt.
- Seyboldsdorf: Das Bayerische Militärverdienstkreuz wurde 1916 benagelt. Heute befindet es sich in der Eingangshalle der Pfarrkirche St. Johannes.
- Sittensen: Eisernes Kreuz
- Soltau: Das Stadtwappen wurde ab 24. Oktober 1915 benagelt.
- Sottrum: ein Heiliger Georg
- St. Wendel: Der Tapfere Wendel, ein Schild (ca. 100 × 70 cm) mit eisernem Kreuz und Stadtwappen. Aufgestellt am 28. November 1915.[38]
- Stade: Eiserner Goeben, eine Holzfigur aus dem Jahr 1915, benannt nach dem aus Stade gebürtigen General August Karl von Goeben (1816–1880), wird heute vom Schwedenspeicher-Museum in Stade verwahrt.
- Stadthagen: Das Stadtwappen wurde ab 27. Jänner 1916 benagelt.
- Stadtoldendorf: Das Stadtwappen wurde ab 28. November 1915 benagelt.
- Stolzenau: Ein Eisernes Kreuz wurde ab 27. Jänner 1917 benagelt.
- Stolzenau: Eine Gedenkplatte wurde im März 1916 benagelt.
- Stuttgart: Insgesamt vier Kriegswahrzeichen zum Benageln:[22]
  - Der Wackere Schwabe in Eisen wurde ab dem 2. September 1915 benagelt.
- Sylt: Ein U-Boot
- Teterow: Eisernes Kreuz
- Torgau: Eine Mackensen-Säule wurde 1915 benagelt. Benannt wurde sie nach August von Mackensen, der hier sechs Jahre lang das Gymnasium besuchte.
- Trossingen: Türe zum historischen Sitzungssaales im Rathaus, benagelt 1916, reich geschnitzt, benagelt unter anderem mit dem Reichsadler. Die Nagelliste wird im Museum Auberlehaus in Trossingen verwahrt
- Twistringen: Eine Eichentafel mit Sachsenross wurde ab 16. Juli 1916 benagelt.
- Uchte: Ein Eisernes Kreuz wurde ab November 1916 benagelt.
- Uelzen: Ein Wehrschild wurde ab Jänner 1916 benagelt.
- Ulm: Eisernes Kreuz
- Vaihingen an der Enz: Ein Eisernes Kreuz wurde im Februar 1916 von der DRK-Frauengruppe Vaihingen nach der Einweihung in Vaihingen selbst in 17 weiteren Gemeinden des Bezirks zur Benagelung umhergeschickt. Es befindet sich seit 1997 in der Stadtkirche.[39]
- Vechta: Ein Nagelbalken wurde ab April 1916 benagelt.
- Vellahn: Ein Roland mit Schild wurde ab September 1915 benagelt.
- Verden an der Aller: Ein Buch wurde ab 8. November 1915 benagelt.
- Vienenburg: Ein Ehrenschild wurde ab 3. Oktober 1915 benagelt.
- Vierzehnheiligen: Eisernes Kreuz
- Vilsen: Ein Eisernes Kreuz wurde ab 18. September 1915 benagelt.
- Völpke: Ein Eisernes Kreuz wurde ab 19. März 1916 benagelt.
- Volmarstein: Kriegswahrzeichen
- Waldkirchen (Bayern): Am 18. Juni 1916 wurde ein von dem Postexpeditor Franz Biber angefertigtes und im Haupteingang der Pfarrkirche aufgestelltes „Kriegswahrzeichen“ eingeweiht. Es bestand „aus einem Kruzifix, vor dem ein Krieger betend kniet“ und das von zwei Säulen flankiert war.[40] Auf die beiden Säulen wurden „mit schwarzen Nägeln“ zu 20 Pfennigen das Stück die Namen der Gefallenen in der Reihenfolge ihres Todesdatums genagelt; am Tag der Einweihung waren bereits knapp 60 Namen „nachzunageln“.[41] Ein „zum Aufheben für spätere Zeiten“ bestimmtes, eigens herausgegebenes „Gedenkblatt (Festnummer)“ (mit Nachtrag 1918) dokumentierte den Ablauf der Feier, die dabei gehaltenen Ansprachen und die Daten von insgesamt 134 gefallenen Waldkirchener Kriegsopfern.[42]
- Walsrode: Das Stadtwappen wurde ab 20. August 1916 benagelt.
- Warin: Stadtwappen
- Wasserburg am Inn: Stadtlöwe an der Rathaustür, entworfen vom Architekten Maximilian Ritter von Mann, erste Benagelung in Verbindung mit einer vaterländischen Feier am 12. Dezember 1915.[43]
- Weener: Ein Isern Hinnerk bi de Kark wurde im Frühherbst 1915 benagelt.
- Weingarten (Württemberg): Nagelungs-Denkmal Eisernes Kreuz, November 1915[44]
- Weißenfels: Schloss
- Wellingsbüttel: Kriegsbom (?)
- Werne: Eisernes Kreuz nach einem Entwurf von Josef Huber an der damaligen Bismarck-Schule.[13]
- Wiedensahl: Eine Eichenplatte wurde ab 31. Jänner 1917 benagelt.
- Wiesbaden: Eine Siegfried-Figur aus Lindenholz wurde ab 26. September 1915 benagelt (Eiserner Siegfried).
- Wilhelmshaven:
  - Eiserner Tirpitz
  - Rüstringen: Der Rüstringer Friese war von Professor Bernhard Winter entworfen worden. Das Nagelbild wurde ab 14. November 1915 in Rüstringen benagelt. Es wurde im Zweiten Weltkrieg in Wilhelmshaven bei einem Bombenangriff zerstört.
- Winsen an der Luhe: Ein Eisernes Kreuz wurde ab 3. Oktober 1915 benagelt.
- Wismar: Stadtsiegel
- Wittingen: Das Stadtwappen mit Hufeisen wurde ab 27. Februar 1916 benagelt.
- Wokern: Eisernes Kreuz
- Wörth an der Donau: Das einfach gemalte Stadtwappen auf einer Holztafel; darunter Lorbeerzweig und Eisernes Kreuz. Es wurde ab 1916 benagelt.
- Wunstorf: Eisernes Kreuz
- Würzburg: Ein Deutscher Michel, der vom Bildhauer Arthur Schlegelmünig (1863–1956) entworfen wurde, wurde 1916 benagelt.
- Zasenbeck: Die Benagelung eines Eisernen Kreuzes wurde Ende Januar 1916 beschlossen. Ob das Vorhaben ausgeführt wurde, ist nicht bekannt.
- Zülpich: Stadtwappen. Die Ortsgruppe Zülpich des Eifelvereins bewilligte in ihrer Generalversammlung am 30. März 1916 eine Summe von 60 M. „für Nagelung des Zülpicher Stadtwappens“.[45]
- Zweibrücken: Stadtwappen. Die Einweihung erfolgte am 6. April 1916. Am Ende des Nagelungszeitraums am 30. Juni 1916 waren insgesamt 9.733,73 Mark „zum Besten der Nationalfürsorge“ eingegangen. Etwa 7500 Personen waren erschienen, davon neben Schulen, Vereinen, Truppenteilen usw. über 1.800 namentlich genannte Einzelpersonen.[46]
- Zwickau: Nagelfigur des Feldmarschalls Hindenburg in der Gestalt eines Wehrmannes, entworfen von Carl Beyer

Gerhard Schneider nennt in seinem Buch In Eiserner Zeit. Kriegswahrzeichen im Ersten Weltkrieg. Ein Katalog. mehrere größere und kleine deutsche Städte, in denen ganz bewusst keine Kriegswahrzeichen zum Benageln aufgestellt wurden. Hierzu gehören Bochold, Duisburg, Fulda, Gießen, Göttingen, Helmstedt, Hildesheim, Kaiserslautern, Karlsruhe, Konstanz, München, Passau, Solingen, Tübingen, Weimar, Worms u. a. Von einigen hat er in seiner Befragung auch Gründe genannt bekommen.
Auf Schiffen:
- Oldenburg: Laut einer Notiz in den Nachrichten für Stadt und Land vom 22. Februar 1915 wurde auf dem Linienschiff ein Eiserner Heizer benagelt.

### Argentinien
- Buenos Aires: Von einem Kunstschnitzer aus Tirol wurde der Eiserne Mann angefertigt. Die Spenden kamen dem Roten Kreuz in Deutschland und Österreich zugute. Unterstützt wurden aber auch deutsche Seeleute und Stewards von Passagierschiffen, die von Schiffen der Alliierten nicht mehr länger beschäftigt wurden. Einquartiert wurden diese auf dem Hapag-Dampfer Granada.

### Belgien
damals Deutsches Reich:
- Eupen: Stadtwappen[48]

im besetzten Belgien:
- Lüttich: Eiserner Emmich

### Bulgarien
- Sofia: Der Wiener bulgarische Konsul Stiaßny bot der Stadt Sofia die Widmung einer Wehrmannstatue an. Der Bürgermeister nahm das Geschenk dankend an. Ob der Wehrmann tatsächlich aufgestellt wurde, ist nicht bekannt.

### Dänemark
damals Deutsches Reich:
- Sonderburg: Aus dem Stamm einer Pappel wurde ein Landsturmmann gefertigt. Er ist heute im Museum auf dem Sonderburger Schloss ausgestellt.

### Frankreich
im Reichsland Elsaß-Lothringen, damals Teil des Deutschen Reiches:
- Bischweiler/Bischwiller: Eisernes Kreuz[49]
- Colmar: Kriegskeule[49]
- Diedenhofen/Thionville: Bergmann[49]
- Metz im Bezirk Lothringen: Der Feldgraue in Eisen, frz. « Homme de fer » wurde im lothringischen Rombas nach einem Entwurf von Otto Hildebrand in Bronze gegossen, im August 1915 auf der Esplanade in Metz errichtet und am 22. März 1916, dem Geburtstag Wilhelms I., eingeweiht. Das überlebensgroße Standbild eines deutschen Infanteristen wurde am 28. November 1918 von der französischen Bevölkerung vom Sockel gestürzt und wahrscheinlich eingeschmolzen.[50][51][52]

im besetzten Frankreich:
- Adler der Champagne: Adlerfigur, die an wechselnden Orten der Champagne aufgestellt wurde; befindet sich heute im Musée de l’Armée in Paris[49]
- Reims: Der Adler von Reims[53]

### Herzegowina
damals Teil Österreich-Ungarns:
- Ljubuški: Ein Eisernes Wehrwappen wurde am 12. Juni 1916 enthüllt. Das „Ergebnis des ersten Benagelungstages“ war ein „überaus zufriedenstellendes“.[54]

### Italien

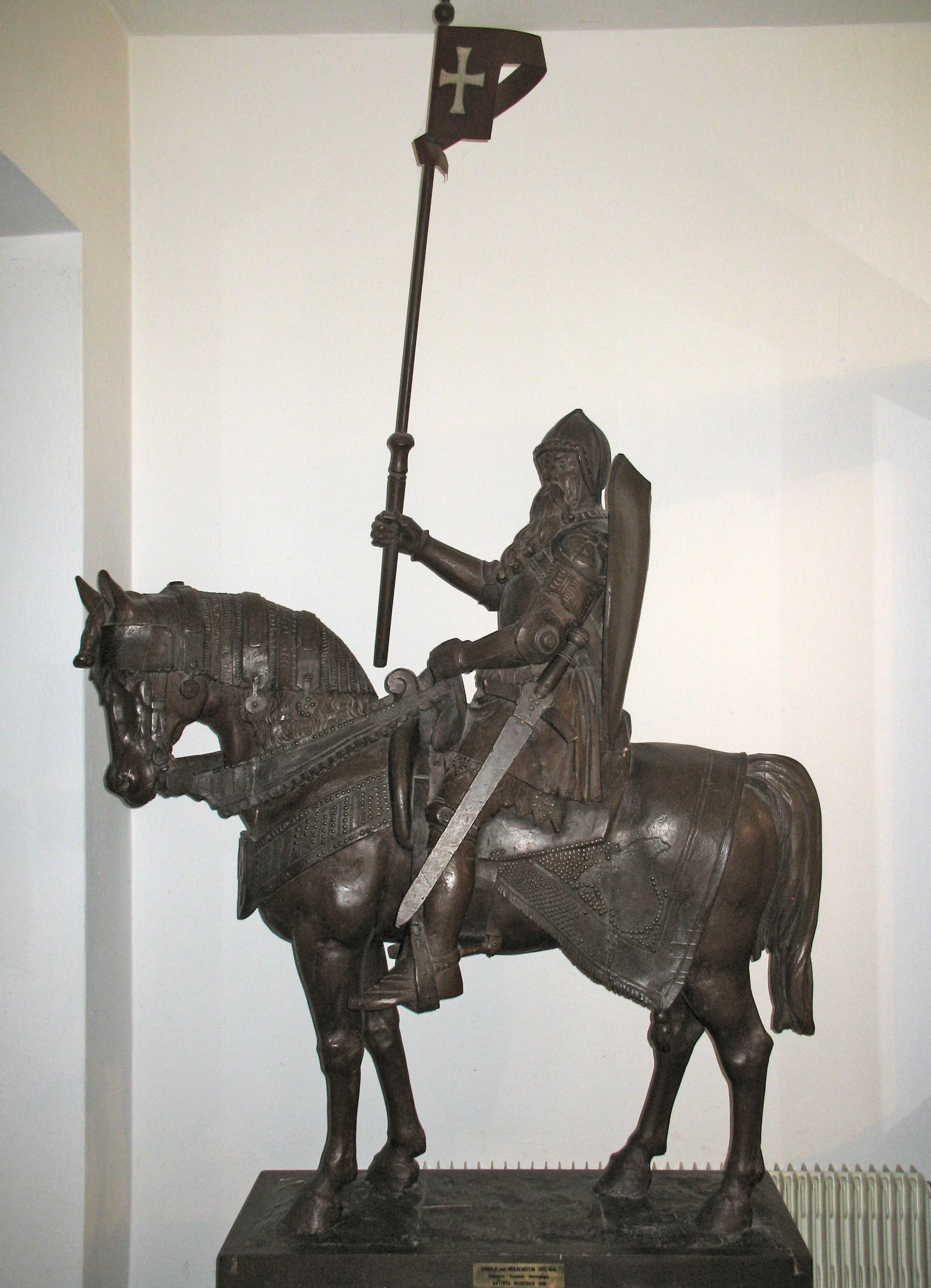
Oswald von Wolkenstein im Museum Gherdëina, Holzstatue von Johann Baptist Moroder

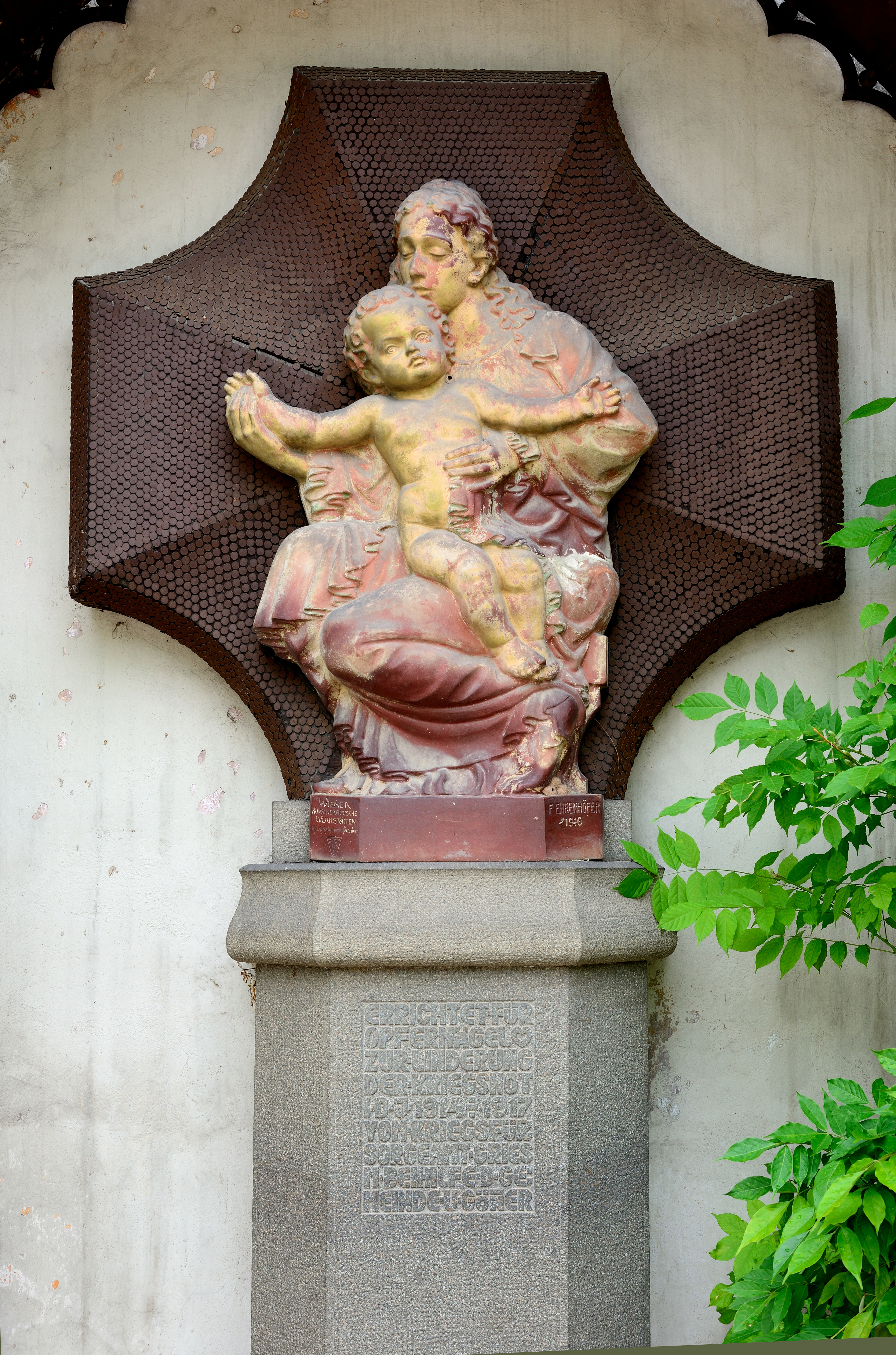
Madonna mit Kind von Franz Ehrenhöfer in Gries-Bozen, im Hintergrund benageltes Kreuz

Alle hier aufgeführten Exponate befinden sich im heutigen Südtirol, das bis 1919 Teil Österreich-Ungarns war, sowie in Triest.
- Bozen: benageltes Kreuz, heute in den Wiener Kunstkeramischen Werkstätten, von Franz Ehrenhöfer
- Bruneck: Burg Bruneck im Pustertal, Burghof mit Eisenmann
- Gries-Bozen, Abtei Muri-Gries, Nagelkreuz mit Madonna an der Westfassade der Stiftskirche, von Franz Ehrenhöfer
- Meran: Am 17. Mai 1915 wurde der Eiserne Michel eingeweiht, eine St.-Michaels-Statue, wobei die Schützen von Meran Spalier standen. Ausgestellt im Palais Mamming Museum.[55]
- Sterzing: Der Wehrschild mit dem Stadtwappen von Sterzing wurde von Professor Hans Larch entworfen und von Franz Tavella aus Brixen aus Zirbenholz geschnitzt.
- St. Ulrich in Gröden: im Eingangsbereich des Museum Gherdëina Statue des Oswald von Wolkenstein als Kreuzritter, Holzskulptur von Johann Baptist Moroder (vom 8. Juli 2010 bis 7. November 2010 im Germanischen Nationalmuseum zur Sonderausstellung Mythos Burg)[56]
- Triest: Matrose in Eisen. Die Einweihung der auf dem Franz-Joseph-Platz aufgestellten Statue erfolgte anlässlich des 50. Jahrestags der Seeschlacht von Lissa am 20. Juli 1916. Bereits am 1. August wurde diese Skulptur angeblich bei einem Angriff italienischer Flugzeuge durch eine Bombe zerstört, jedoch umgehend durch eine Nachbildung ersetzt. Die Figur wurde bei der im Sommer 1917 eröffneten Kriegsausstellung der Stadt Triest und des Küstenlandes gezeigt[57] und bei Kriegsende von italienischen Soldaten zerstört. Erhalten ist lediglich das teilweise mit Nägeln beschlagene hölzerne Gewehr.[58]

### Kroatien
damals Teil Österreich-Ungarns:
- Pola: Im Dezember 1915 wurde im Haupthafen der Kriegsmarine von Österreich-Ungarn der Leuchtturm in Eisen mit einer Höhe von 2,5 Metern aufgestellt. Den ersten Nagel schlug im Namen der Marine Flottenadmiral Anton Haus ein.
- SMS Sankt Georg: Auf dem österreichisch-ungarischen Kriegsschiff wurde im April 1916 ein vom Bildhauer Zelezny geschaffener Wehrschild mit dem Bildnis des Heiligen Georg enthüllt und zu Gunsten gefallener Marineure benagelt.

### Polen
damals Deutsches Reich:
- Allenstein/Olsztyn: Nagelsäule[49]
- Angerburg/Węgorzewo: Hindenburg-Denkmal[49]
- Bad Altheide/Polanica-Zdrój[49]
- Beuthen/Bytom: Stadtwappen[49]
- Brallenthin/Bralecin[49]
- Breslau/Wrocław: St. Michael
- Brieg/Brzeg: Fahnetragender Soldat[49]
- Bromberg/Bydgoszcz: Eisernes Kreuz[49]
- Crossen an der Oder/Krosno Odrzańskie: Ritterfigur[49]
- Danzig/Gdańsk: Kriegssäule
- Fordon (heute zu Bromberg/Bydgoszcz): Eisernes Kreuz[49]
- Gleiwitz/Gliwice: Eisernes Kreuz, 2,5 × 2,5 m.
- Glogau/Głogów: Stadtwappen[49]
- Gottesberg/Boguszów: Stadtwappen[49]
- Grafenort/Gorzanów[49]
- Graudenz/Grudziądz: Hindenburg-Statue[49]
- Groß Wartenberg/Syców (heute Syców): Eisernes Kreuz
- Kattowitz/Katowice: In Kattowitz wurde eine Eiserne Säule zum Benageln aufgestellt. Kaiser Wilhelm II. ließ der Stadtverwaltung 300 Mark für einen goldenen Nagel, den Kaisernagel, aus seiner Privatschatulle überweisen.
- Köslin/Koszalin: Eisernes Kreuz[49]
- Küstrin/Kostrzyn: Kriegssäule[49]
- Landsberg an der Warthe/Gorzów Wielkopolski: Tür des Doms St. Marien[53]
- Langenbielau/Bielawa[53]
- Leobschütz/Głubczyce: Eiserner Ritter Generaloberst von Woyrsch[53]
- Liegnitz/Legnica[53]
- Neisse/Nysa: Rolandfigur[53]
- Oppeln/Opole: Rathaustür[48]
- Patschkau/Paczków: Eisernes Kreuz[53]
- Posen/Poznań-Jeżyce: Wehrmann in Eisen[59]
- Preußisch Stargard/Starogard Gdański[53]
- Primkenau/Przemków[53], Nagelbild an der evangelischen Kirche, gestiftet von Herzog Ernst Günther zu Schleswig-Holstein am 24. Dezember 1916 „Die Saat der Zukunft“, bis heute erhalten.
- Rastenburg/Kętrzyn: Bergmann[53]
- Rawitsch/Rawicz: Tür der evangelischen Kirche[53]
- Reichenau/Niwa: Nagelbild des U-Deutschland, 1916, belegt durch eine Postkarte mit dem Text „Kriegswahrzeichen genagelt zum Besten des Jugenddanks für Kriegsbeschädigte von der kath. Schule Reichenau“.
- Reichenbach/Dzierżoniów: Stadtwappen[53]
- Riesenburg/Prabuty[53]
- Ruda/Ruda Śląska: Pyramide[53]
- Schweidnitz/Świdnica: Stadtwappen und Wappen des Grenadier-Regiments 10[48]
- Stettin/Szczecin[48]
- Strehlen/Strzelin[48]
- Waldenburg/Wałbrzych: Eiserner Bergmann[48]
- Willenberg/Wielbark: Eisernes Kreuz[53]
- Ziegenhals/Głuchołazy: Wehrschild[48]

### Rumänien
damals Österreich-Ungarn
- Klausenburg / Kolozsvár / Cluj: am 18. August 1915 von Ferenc Szeszák aufgestellt
- Hermannstadt / Nagyszeben / Sibiu: Hier wurde am 1. August 1915 ein Wehrmann in Eisen aufgestellt. Ob sich in den Beständen des Museums im heutigen Sibiu die Skulptur selbst oder nur eine der damals ausgegebenen Erinnerungskarten dazu befindet, ist unklar.

### Russland
damals Deutsches Reich:
- Insterburg/Tschernjachowsk: Eiserner Hindenburg[49]
- Königsberg/Kaliningrad: Eiserner Wehrmann (Königsberg)[49]
- Pillau/Baltijsk: Opferdenkmal, Eisernes Kreuz[53]

### Slowakei
damals Österreich-Ungarn
- Pressburg / Pozsony / Bratislava: am 23. Mai 1915 von Alajos Rigele aufgestellt

### Slowenien
damals Österreich-Ungarn
- Cilli: Wappenschild mit „markigen“ Worten des Dichters Franz Goltsch. Die Benagelung wurde am 2. November 1915 begonnen.[60]
- Gottschee: Ein Kriegs-Schuladler wurde am 16. März 1916 in Anwesenheit von ca. 600 Festteilnehmern „zur Benagelung übergeben“.[61]

### Tschechien
damals Österreich-Ungarn
- Asch/Aš: Wehrmann in Eisen
- Brünn/Brno: Wehrmann mit Wehrschild, eingeweiht am 1. August 1915.[62]
- Eger/Cheb: Der Wehrschild wurde Der Eiserne Sechser genannt.
- Hof: Der Bürgermeister Joseph Gerlich ließ in patriotischer Begeisterung auf eigene Kosten den Wehrschild herstellen. Entworfen und geschnitzt wurde er vom Bildhauer Johann Pietsch. Er hatte die Form eines Wappens von ungefähr 1 Meter Höhe. Umrandet war er von einem Eichenkranz, und am oberen Ende war der Wahlspruch des Kaisers Franz Joseph I. in gotischer Schrift ausgeschnitzt zu lesen: „Mit vereinten Kräften“. Die Mitte bildete das Hofer Stadtwappen. Die weitere Geschichte des Schildes ist nicht bekannt.
- Prag: Der Eiserne Wehrmann der deutschen Frauen und Mädchen wurde im Deutschen Theatergarten aufgestellt.
- Prag: Der Bundeswehrmann in Eisen – geschaffen von Franz Thiele, Professor an der Prager Kunstakademie – wurde aus Anlass der 22. Hauptversammlung des Bundes der Deutschen in Böhmen aufgestellt.
- Troppau/Opava: Wehrschild
- Warnsdorf/Varnsdorf: Stadt-Wappenschild

### Türkei
damals Osmanisches Reich:
- Konstantinopel, heute Istanbul: Nachdem am 18. März 1915 die englischen Kriegsschiffe HMS Irresistible und HMS Ocean sowie den französischen Panzerkreuzer Bouvet vor den Dardanellen versenkt wurden, wurde eine hölzerne Nachbildung Eiserne Kanone von Stambul des erfolgreichsten Geschützes von den Skoda-Werken zur Verfügung gestellt und im April 1916 zur Benagelung vor dem Kriegsministerium in Istanbul aufgestellt.

### Ukraine
damals Österreich-Ungarn:
- Czernowitz: Zur Erinnerung an die Befreiung von den Russen wurde der Reichsaar in Eisen zur Benagelung aufgestellt. Vorbild war der Reichsaar auf dem Turm des Rathauses, der nach der Besetzung von den Russen entfernt worden war.
- Drohobycz: In Drohobycz wurde am Jahrestag der Befreiung von den Russen ein Wehrmann enthüllt. Der erste Tag brachte Spenden in der Höhe von 400.000 Kronen.
- Lemberg/Lwiw: Im April 1916 wurde ein Wehrmann in Eisen zur Benagelung enthüllt. Während der Feier kreisten drei Flugzeuge über dem Stadtplatz.

### Ungarn
Auch in Ungarn wurden nach dem Wiener Vorbild zahlreiche ähnliche Denkmäler aufgestellt. Diese Denkmäler wurden auf Ungarisch vasvitéz, vaskatona, vashonvéd, verschiedene Bezeichnungen für „Soldat in Eisen“ oder páncélos lovag, „Ritterfigur in Rüstung“, genannt. Auch Privatpersonen, Geschäfts- oder Kneipenbesitzer stellten solche Denkmäler auf, um ihren Patriotismus zum Ausdruck zu bringen. Oft handelte es sich dabei um einen alten Schild, der von den Gästen, Bekannten, Kunden mit Nägeln beschlagen werden konnte.
- Budapest: Das bekannteste Denkmal dieser Art war die Skulptur Nationaler Opferbereitschaft, (Nemzeti Áldozatkészség Szobra) am Deák tér eine mit Metallplättchen beschlagene Holzfigur, die einen Reiter aus der Zeit von König Matthias Corvinus darstellte und vom Bildhauer Ferenc Sidló geschaffen wurde. Sie wurde am 12. September 1915 enthüllt und blieb bis November 1924 auf seinem Platz, vor dem Anker-Haus. Nach der Renovierung kam sie zuerst in den Hof der Militärakademie Ludovika. 1968 kam der Kopf des Ritters ins Kiscelli Museum. Bruchteile und die Gipsform des Denkmals wurden ins Depot des Museums der Heeresgeschichte im Burgviertel gebracht.
- Szeged: am 8. September 1915 von István Szentgyörgyi aufgestellt.
- Székesfehérvár: am 12. September 1915 von Alois Rigele geschaffen.

### USA

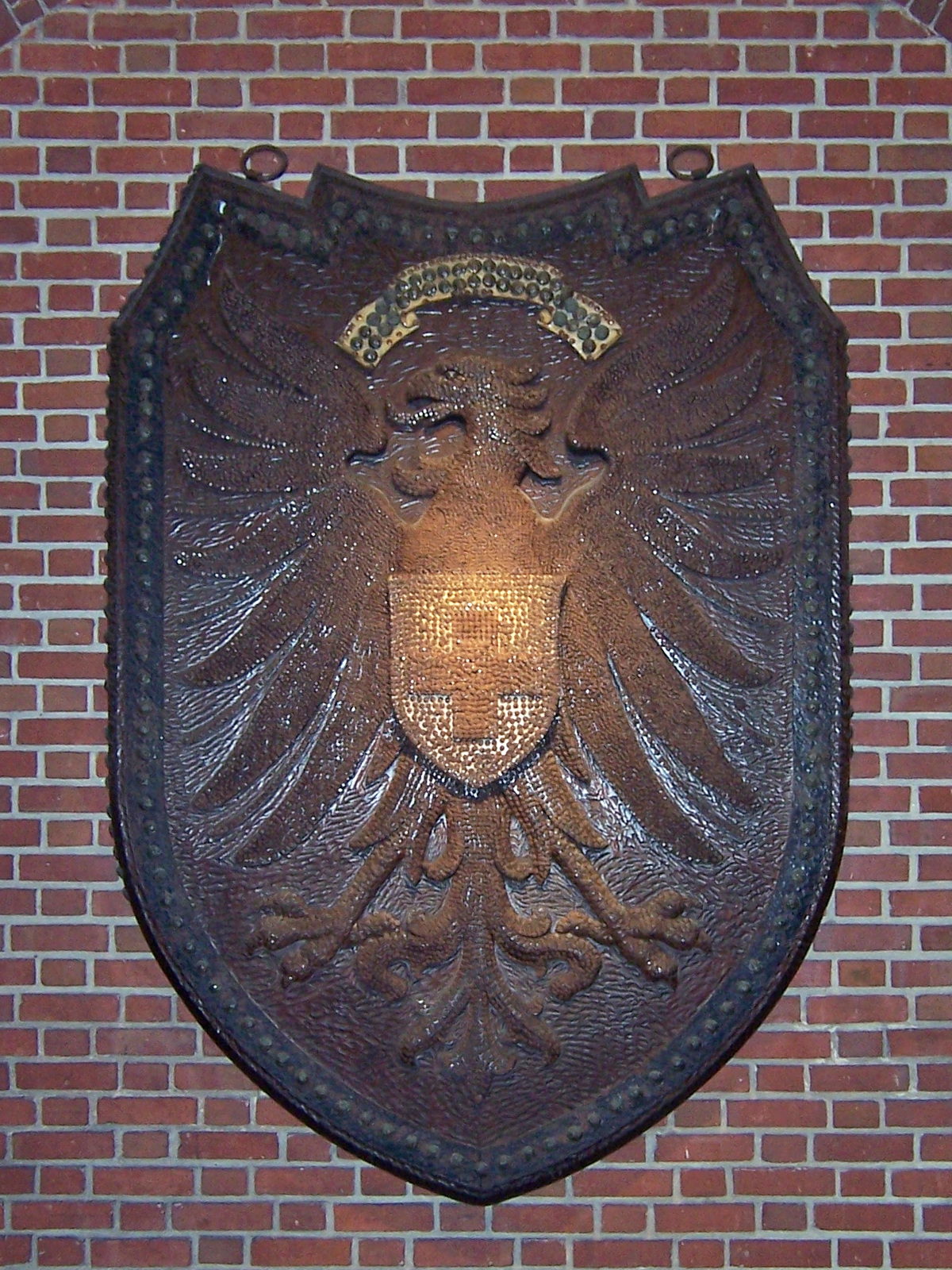
Wehrschild in Baltimore, Maryland

- San Francisco: In den Vereinigten Staaten von Amerika wurde von Auslandsösterreichern und -deutschen bis zum Kriegseintritt der USA durch Benageln eines Eisernen Kreuzes Geld gesammelt.
- Baltimore: Auch in Baltimore in Maryland hängt ein künstlerisch gestalteter Adler mit einem Roten Kreuz als Brustschild, der bis 1917 durch Benageln Geld für das Deutsche und Österreichische Rote Kreuz sammelte.